# Kanonenbahn
| Kanonenbahn    | Kanonenbahn          |
| -------------- | -------------------- |
|                |                      |
| Streckenlänge: | 805 km               |
| Spurweite:     | 1435 mm (Normalspur) |
|                |                      |

Als Kanonenbahn wird die in den 1870er Jahren erbaute militärstrategische Eisenbahnverbindung von der deutschen Hauptstadt Berlin über Güsten, Wetzlar, Koblenz und Trier nach Metz in Elsass-Lothringen bezeichnet. Metz gehörte damals zum Deutschen Kaiserreich, da nach dem Deutsch-Französischen Krieg 1870/1871 Frankreich das Reichsland Elsaß-Lothringen an Deutschland hatte abtreten müssen. Die Bahnstrecke entstand mit dem Ziel, das neue Territorium effizient an die Reichs- und preußische Hauptstadt Berlin anzubinden. Bestehende Bahnstrecken in staatlicher Hand wurden dabei mitgenutzt. Laut Wolfgang Fiegenbaum handelt es sich um Deutschlands historisch längste Eisenbahn mit ihrem Verlauf von der damaligen deutsch-russischen Grenze bei Eydtkuhnen über Königsberg, Berlin und Koblenz nach Metz.
Auch andere Eisenbahnstrecken, die vorwiegend aus militärstrategischen Gesichtspunkten gebaut wurden, werden umgangssprachlich als „Kanonenbahn“ bezeichnet, aber die Verbindung Berlin–Metz ist die bekannteste von ihnen. Sie ist mit über 800 Kilometern die längste zusammenhängend geplante Eisenbahnstrecke von Deutschland.

## Namensherleitung
„Kanonenbahn“ ist keine offizielle Bezeichnung, sie hat sich aber im Volksmund eingebürgert und wurde zu Anfang des 20. Jahrhunderts auch in Presseberichten üblich. Der Ausdruck Kanonenbahn wurde darüber hinaus auch für andere Bahnstrecken verwendet, so etwa für die Glantalbahn, die Strecke Cuxhaven–Fort Grimmerhörn und die Militärbahn, die von der preußischen Eisenbahn-Brigade betrieben wurde, um die Truppenübungsplätze Berlin (Tempelhofer Feld) und Kummersdorf sowie Jüterbog zu verbinden.
In den vier Eisenbahndirektionen, die abschnittsweise für die Bauleitung zuständig waren, gab es unterschiedliche Namen für die Strecke oder Teilabschnitte von ihr:
- Berlin-Metzer Bahn
- Wetzlarer Bahn (bzw. Berlin-Wetzlarer Bahn)
- Berlin-Coblenzer Eisenbahn (BCE)[5]
- Berlin-Blankenheimer Eisenbahn
- Moselstrecke

Im Berliner und Brandenburger Raum ist die Bezeichnung Wetzlarer Bahn für die Strecke von Berlin in Richtung Bad Belzig und Wiesenburg seit der Bauzeit der Strecken bekannt und auch heute noch üblich.

„Was die Beförderungsmittel anlangt, so hat B[erlin] neben einem sehr regen Schiffahrtsverkehr auf der Spree und dem Landwehrkanal jetzt 14 Eisenbahnen (Niederschlesisch-Märkische, Ostbahn, Stettiner, Nordbahn, Hamburger, Lehrter, Wetzlarer [B.-Blankenheim], Potsdam-Magdeburger, Anhaltische, Dresdener, Görlitzer, Militärbahn, die Stadtbahn und die Ringbahn).“

„An Stelle der ‚Südwestbahn‘ war aber eine andere Bahn als westliche Fortsetzung der Stadtbahn getreten. Zu Anfang der siebziger Jahre wurde von Privaten eine direkte Bahn Berlin–Frankfurt a. M. geplant. Im Sommer 1872 aber verlautete bereits, daß der Staat diesen Bau in die Hand nehmen wolle, und daß Metz statt Frankfurt a. M. als der Endpunkt des Eisenbahnunternehmens gelte. Außer der Moselbahn waren hierfür die zur Herstellung einer unmittelbaren Bahnverbindung von Berlin über Nordhausen nach Wetzlar nöthigen Abkürzungslinien zu erbauen, wofür in der im December 1872 dem Abgeordnetenhause vorgelegten ‚grossen Eisenbahnvorlage‘ 152.250.000 M vorgesehen waren. Durch das Gesetz vom 11. Juni 1873 wurde dieser Bau genehmigt und durch den Allerhöchsten Erlass vom 2. Juli 1873 die Ausführung der Anlagen für die Berlin-Wetzlarer Linien in Berlin und auf der Strecke Berlin-Charlottenburg der Direction der Niederschlesisch-Märkischen Eisenbahn, die Ausführung des Theils der Berlin-Wetzlarer Bahn von Charlottenburg nach Nordhausen aber einer der Direction der Königlichen Ostbahn beigeordneten Commission (vom 15. August 1873 ab) übertragen.“

Für den zweiten längeren eigenständigen Streckenabschnitt der Kanonenbahn, Leinefelde–Treysa, stand in offiziellen Ausschreibungen zum Bahnbau im Eichsfeld die Bezeichnung Berlin-Coblenzer Eisenbahn, so belegt im Obereichsfelder Kreisanzeiger vom 14. Oktober 1876. Die Initialen „BCE“ sind dort noch auf Bänken und Stühlen auf Bahnhöfen und verschiedenen Bauwerken zu finden.
Zur offiziellen Eröffnung der Teilstrecke Wetzlar–Lollar veröffentlichte die Königliche Eisenbahndirektion Frankfurt am Main im Wetzlarer Anzeiger am 13. Oktober 1878 eine Bekanntmachung, in der von einer Berlin-Wetzlarer Bahn, einer Wetzlarer Strecke und einer Berlin-Metzer Bahn die Rede ist.

## Vorgeschichte

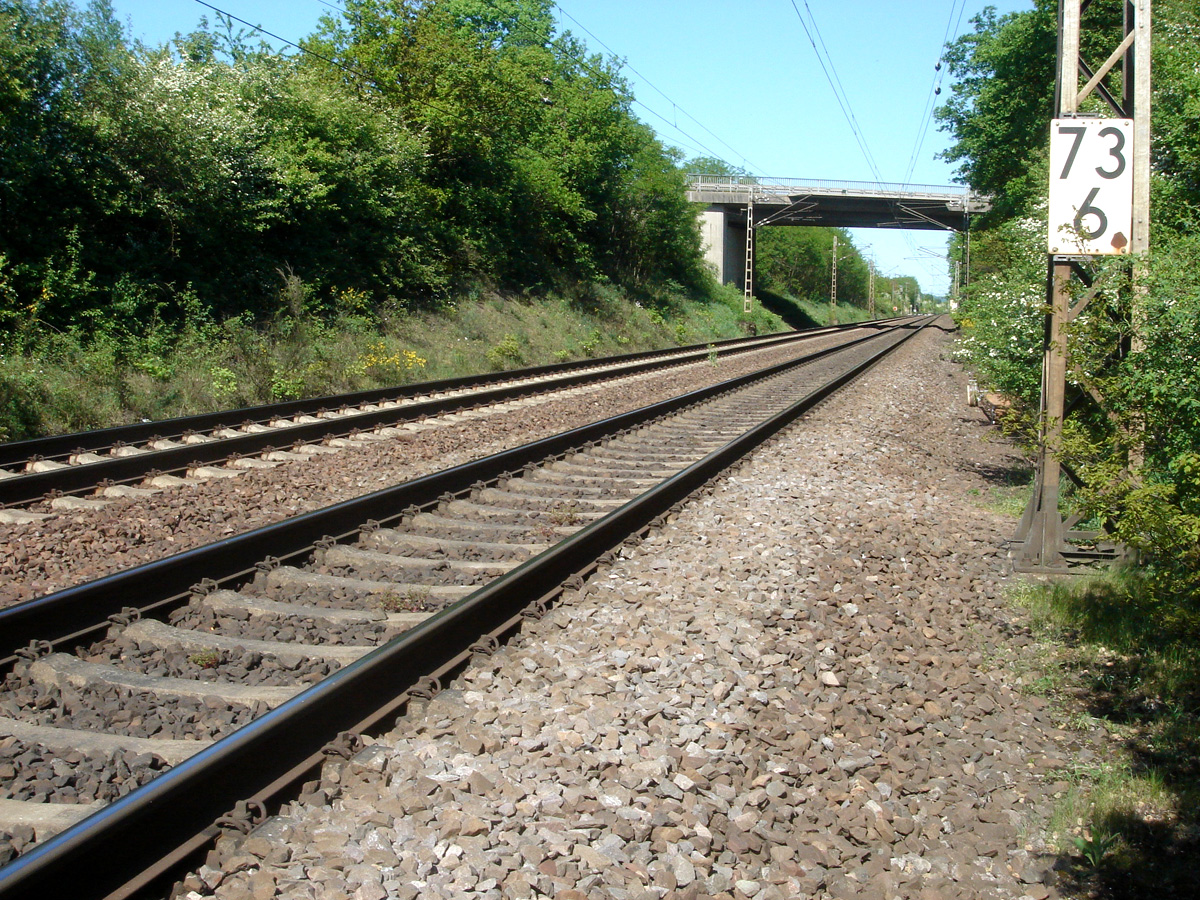
Moselstrecke

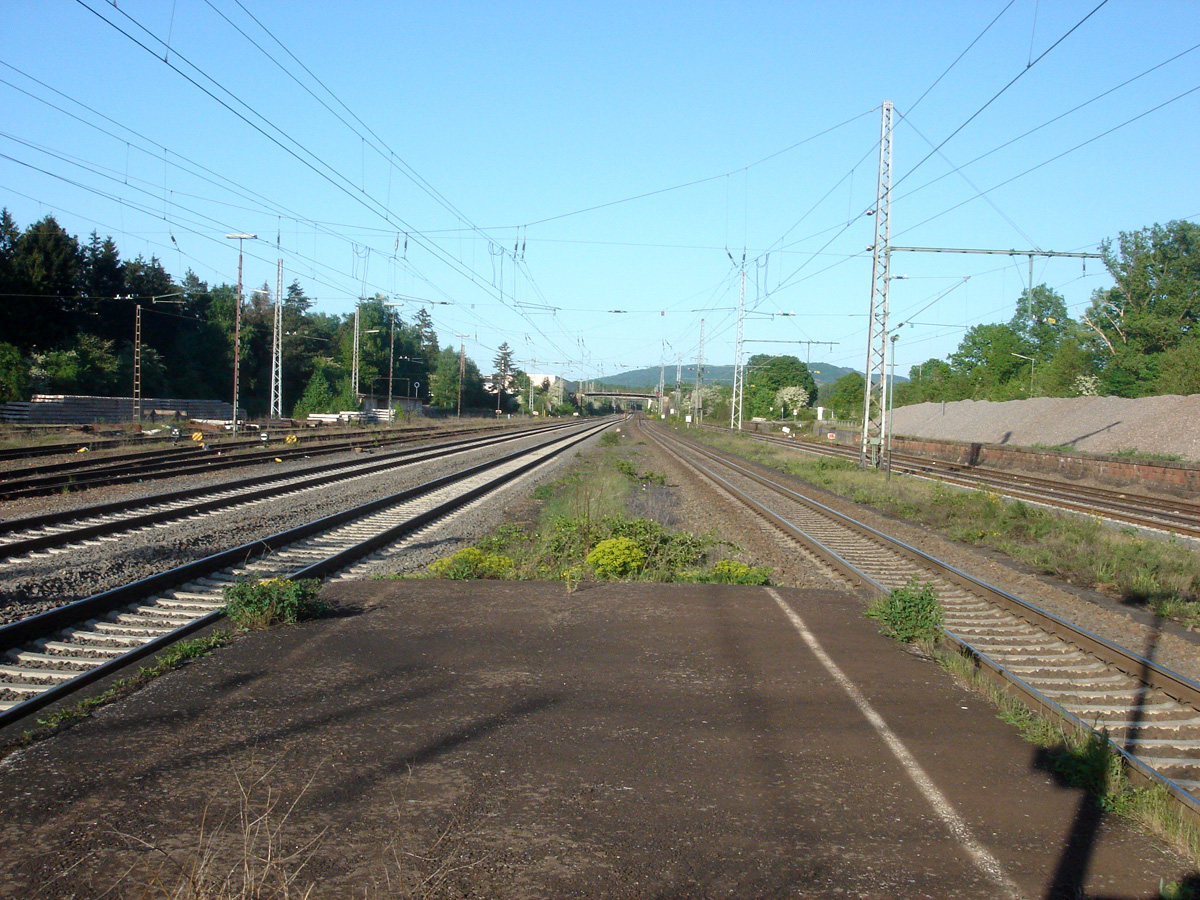
Moselstrecke bei Wittlich

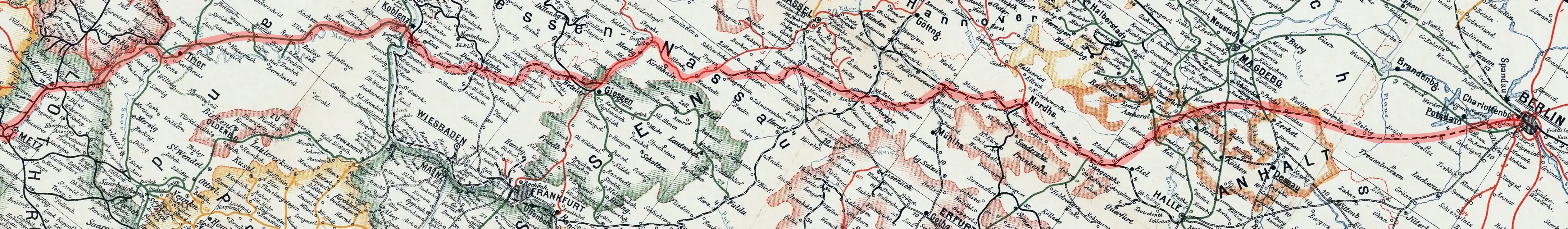
Die Kanonenbahn 1884. Die Karte wurde um 33° gedreht

Als strategische Eisenbahnstrecke werden diejenigen Strecken bezeichnet, die aus militärstrategischen Gründen ohne Rücksicht auf eine wirtschaftliche oder zivile verkehrliche Bedeutung in Friedenszeiten gebaut wurden. Bestimmte Entwurfsparameter wie Kurvenradius, Steigung und Traglast mussten eingehalten werden. Geplant waren sie als zweigleisige Strecken mit dem Ziel, Ballungsräume möglichst zu umfahren.
Interesse an einer durchgehenden Eisenbahnverbindung wurde von militärischer Seite schon sehr früh signalisiert. Beispielsweise gab es schon 1855 von privater Seite Forderungen an den preußischen Minister für Handel, Gewerbe und öffentliche Arbeiten nach einer Eisenbahnstrecke von Koblenz durch das Moseltal nach Trier. Angeführt wurden wirtschaftliche Gründe: „Für eine Eisenbahn von Trier abwärts gebe es an Transportgütern neben dem Gips aus der Gegend von Trier, der jetzt schon bis an den Rhein geschickt werde, auch Dachschiefer und billige und gutartige Eisensteine.“
Hans Hugo von Kleist-Retzow, der Oberpräsident der Rheinprovinz, antwortete am 31. August 1855; er schrieb unter anderem: „Das kgl. Kriegsministerium hat wiederholt auf die militärische Bedeutung einer Eisenbahn von Coblenz nach Trier hingewiesen und die Förderung einer solchen Verbindung dringend befürwortet. Eine Coblenz-Trier-Eisenbahn erscheint als natürliche Fortsetzung der großen Eisenbahnlinie von Berlin über Halle, Cassel, Gießen, Wetzlar und Coblenz in südwestlicher Richtung bis an die Grenze der Monarchie und würde zugleich, was in politischer Hinsicht von Bedeutung, die entlegendsten mittelrheinischen Landesteile mit den alten Provinzen und den Centren des Staates in unmittelbare Verbindung setzen.“ Es dauerte aber mindestens noch 15 Jahre, bis das Projekt konkreter wurde.
Zum Beginn des Deutsch-Französischen Kriegs 1870/1871 transportierten auf deutscher Seite 1500 Züge innerhalb von drei Wochen (bis zum 12. August 1870) 640.000 Soldaten, 170.000 Pferde und beinahe 1600 Geschütze an die Front – weit mehr als auf französischer Seite.
Spätestens 1871 gab es erste Überlegungen zum strategischen Eisenbahnbau der Kanonenbahn, deren Streckenführung zum großen Teil keine oder nur geringe zivile verkehrliche Bedeutung hatte und abseits der Ballungsräume verlief. Private Pläne zum Eisenbahnbau wurden abgelehnt; mit den Geldern der französischen Reparationszahlungen hatte der Staat auch die Finanzmittel, unwirtschaftliche, aber militärstrategisch wichtige Strecken zu bauen. Am 12. Juni 1872 stellte der „Verein für die Gründung einer directen Eisenbahn von Berlin nach Frankfurt am Main“ ein Konzessionsgesuch an den preußischen Minister für Handel, Gewerbe und öffentliche Arbeiten. Dieses Gesuch wurde 14 Tage später mit der Begründung abgelehnt, dass „die Regierung die Herstellung einer directen Verbindung zwischen dem östlichen und westlichen Staatsbahncomplex und damit auch zwischen Berlin nach Frankfurt am Main für Staatsrechnung beabsichtigt.“ 1872 wurde beispielsweise im Bereich Lollar–Wetzlar von Geodäten und Ingenieuren die geplante Streckenführung abgesteckt.

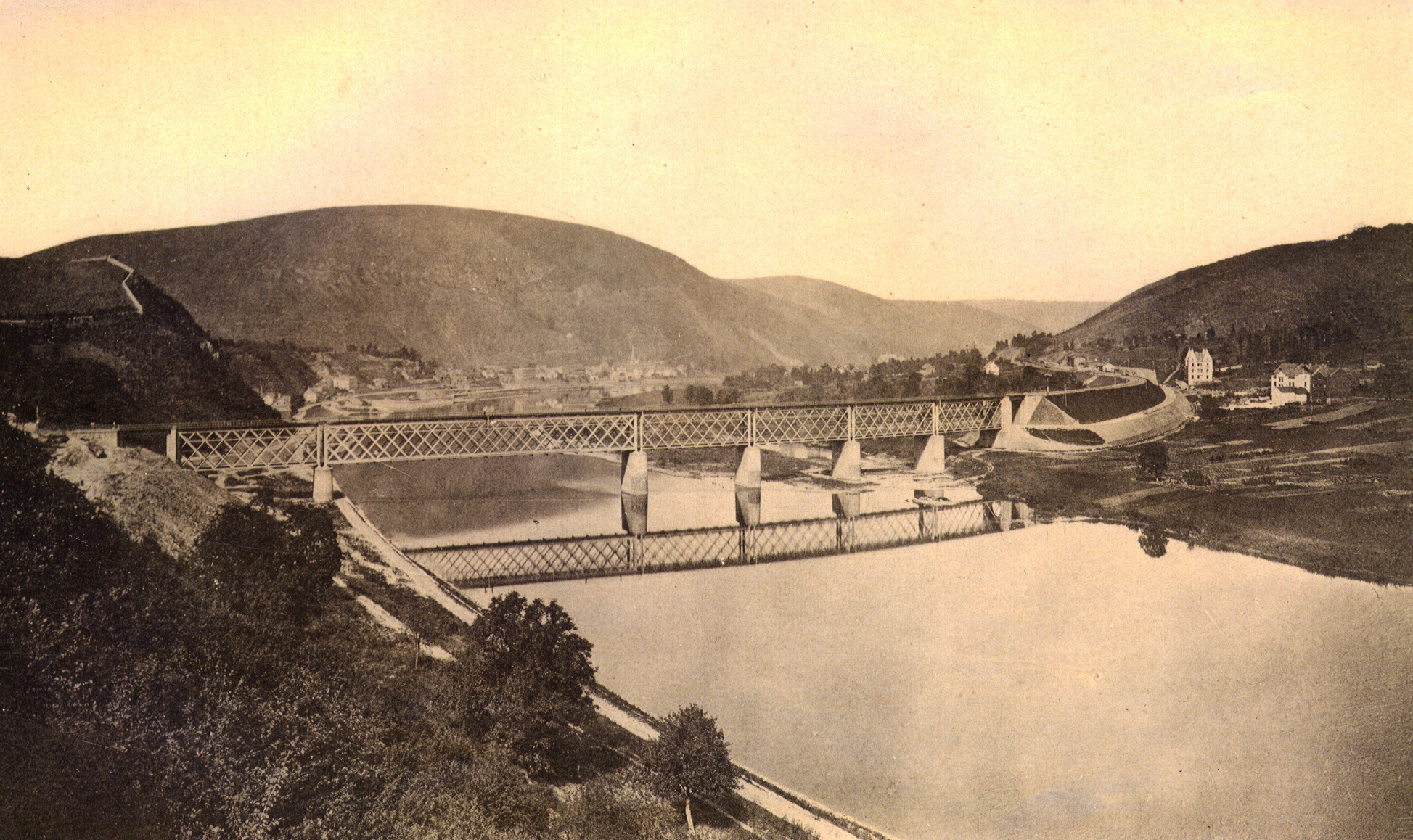
Ansicht von Bullay mit Doppelstockbrücke, um 1880

Am 18. Dezember 1872 brachte die preußische Staatsregierung eine Vorlage zum Bau einer Bahnstrecke Berlin–Wetzlar im Abgeordnetenhaus ein. Mit dem Gesetz, betreffend die Aufnahme einer Anleihe in Höhe von 120 Millionen Thalern zur Erweiterung, Vervollständigung und besseren Ausrüstung des Staatseisenbahnnetzes vom 11. Juni 1873 (dem sogenannten „Kanonenbahngesetz“) wurden der Bau der Bahnstrecke beschlossen, Gelder aus den französischen Reparationszahlungen zur Verfügung gestellt und die Ermächtigung zu Schuldverschreibungen für die Kanonenbahn erteilt. Ab dem Jahr 1875 wurde die Verbindung durch den preußischen Staat ausgebaut. Für die Streckenführung durch das Großherzogtum Hessen wurde ein Staatsvertrag geschlossen.

## Streckenabschnitte
Die gesamte Strecke hat eine Länge von etwa 805 km, davon wurden etwa 511 km im Rahmen des Kanonenbahngesetzes gebaut. Das sind vor allem die Bahnstrecke Berlin–Blankenheim (Wetzlarer Strecke oder Wetzlarer Bahn), die Bahnstrecke Leinefelde–Treysa und die Moselstrecke Koblenz–Trier–Diedenhofen. Hinzu kamen zwei kurze neue Abschnitte: die Bahnstrecke Lollar–Wetzlar und eine neue Verbindung von Hohenrhein nach Koblenz über den Rhein. Auf den restlichen Teilstücken wurden bereits bestehende Strecken genutzt, dazu zählen die Hauptbahn Halle (Saale)–Hann. Münden, die Thüringer Zweigbahn Leinefelde–Gotha, die Main-Weser-Bahn, die Lahntalbahn und die Französische Ostbahn.
Zu dem Projekt Kanonenbahn gehörte auch der Ausbau dieser vorhandenen Strecken wie beispielsweise die zweigleisige Erweiterung der Lahntalbahn. Insgesamt lässt sich die ausgeführte Kanonenbahn von den Eröffnungsdaten in 24 Einzelabschnitte einteilen:
| Abschnitt                                | Länge (in km) | Eröffnung          | Strecke                        |
| ---------------------------------------- | ------------- | ------------------ | ------------------------------ |
| Berlin-Charlottenburg–Berlin-Grunewald   | 3,12          | 1. Juni 1882       | Bahnstrecke Berlin–Blankenheim |
| Berlin-Grunewald–Sandersleben            | 160,29        | 15. April 1879     | Bahnstrecke Berlin–Blankenheim |
| Sandersleben–Hettstedt                   | 6,43          | 10. Januar 1877    | Bahnstrecke Berlin–Blankenheim |
| Hettstedt–Blankenheim                    | 18,56         | 15. April 1879     | Bahnstrecke Berlin–Blankenheim |
| Blankenheim–Nordhausen                   | 50,50         | 10. Juli 1866      | Bahnstrecke Halle–Hann. Münden |
| Nordhausen–Leinefelde                    | 42,26         | 9. Juli 1867       | Bahnstrecke Halle–Hann. Münden |
| Leinefelde–Silberhausen Trennungsbahnhof | 8,22          | 3. Oktober 1870    | Bahnstrecke Gotha–Leinefelde   |
| Silberhausen Trennungsbahnhof–Eschwege   | 37,69         | 15. Mai 1880       | Bahnstrecke Leinefelde–Treysa  |
| Eschwege–Niederhone                      | 3,29          | 31. Oktober 1875   | Bahnstrecke Leinefelde–Treysa  |
| Niederhone–Malsfeld                      | 40,41         | 15. Mai 1879       | Bahnstrecke Leinefelde–Treysa  |
| Malsfeld–Treysa (alter Bf)               | 40,39         | 1. August 1879     | Bahnstrecke Leinefelde–Treysa  |
| Treysa (alter Bf)–Kirchhain              | 26,93         | 4. März 1850       | Main-Weser-Bahn                |
| Kirchhain–Marburg                        | 15,09         | 3. April 1850      | Main-Weser-Bahn                |
| Marburg–Lollar                           | 21,63         | 25. Juli 1850      | Main-Weser-Bahn                |
| Lollar–Wetzlar                           | 18,04         | 15. Oktober 1878   | Bahnstrecke Lollar–Wetzlar     |
| Wetzlar–Weilburg                         | 23,03         | 10. Januar 1863    | Lahntalbahn                    |
| Weilburg–Limburg                         | 29,14         | 14. Oktober 1862   | Lahntalbahn                    |
| Limburg–Nassau                           | 26,39         | 5. Juli 1862       | Lahntalbahn                    |
| Nassau–Bad Ems                           | 7,91          | 9. Juli 1860       | Lahntalbahn                    |
| Bad Ems–Hohenrhein (Niederlahnstein)     | 10,34         | 1. Juli 1858       | Lahntalbahn                    |
| Hohenrhein (Niederlahnstein)–Koblenz     | 7,09          | 15. Mai 1879       | Lahntalbahn                    |
| Koblenz–Ehrang                           | 105,25        | 15. Mai 1879       | Moselstrecke                   |
| Ehrang–Diedenhofen (neu)                 | 76,00         | 15. Mai 1878       | Obermoselstrecke               |
| Diedenhofen (alt)–Metz (alt)             | 27,00         | 16. September 1854 | Französische Ostbahn           |
| Gesamtlänge                              | 805,00        |                    | „Kanonenbahn“                  |

Für die Bauleitung der Kanonenbahn waren vier königlich preußische Eisenbahndirektionen (KED) und die Kaiserliche General-Direktion der Eisenbahnen in Elsaß-Lothringen zuständig:
- Berlin–Nordhausen: KED Berlin
- Nordhausen–Eschwege–Treysa–Lollar: KED Cassel, ab 1. April 1876 KED Frankfurt am Main
- Lollar–Wetzlar, Oberlahnstein–Coblenz–Güls, Hohenrhein–Niederlahnstein: KED Wiesbaden
- Güls–Ehrang–Grenze bei Sierck: KED Saarbrücken

Einige Bauten Berlin – Blankenheim – Treÿsa
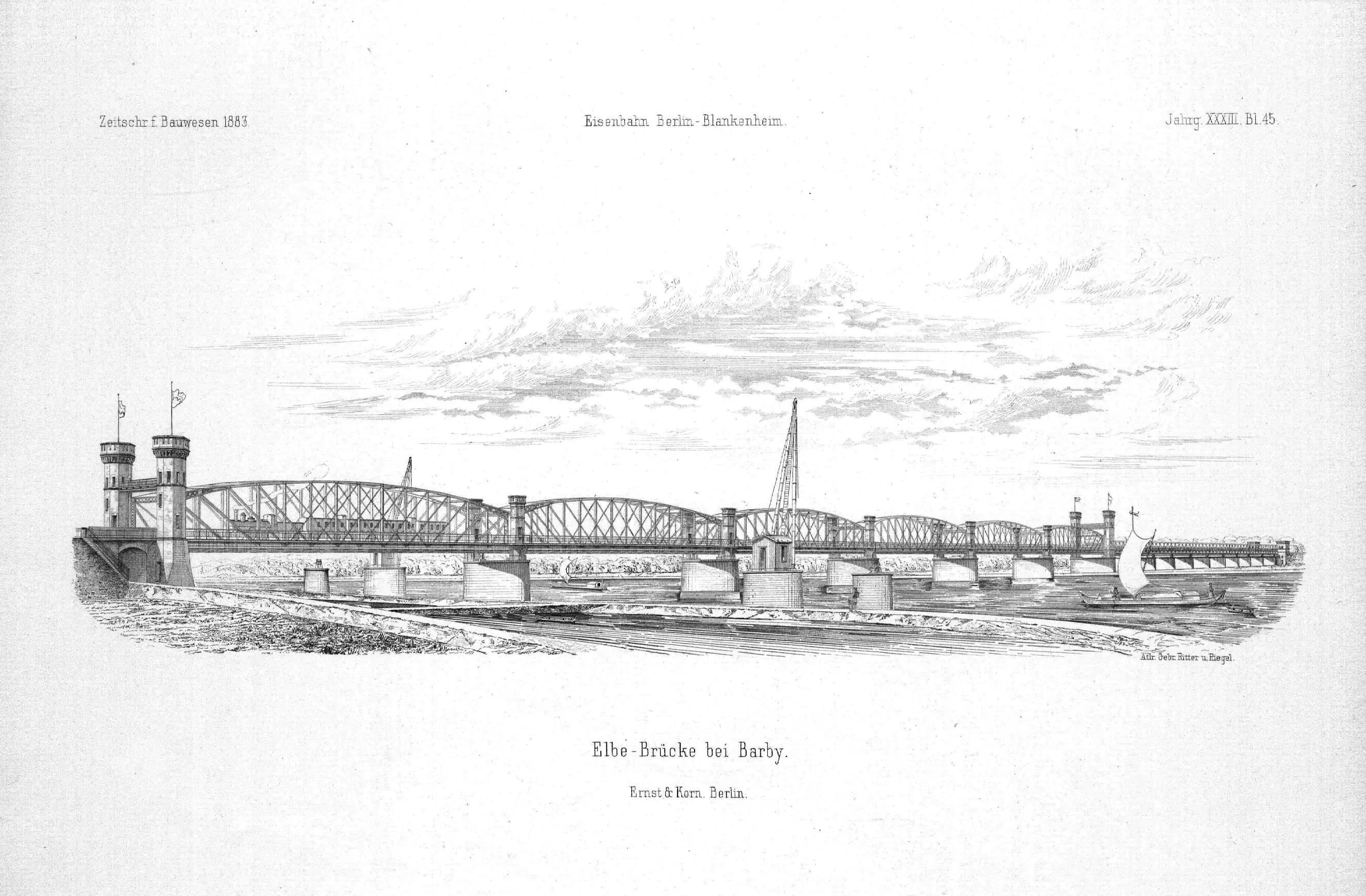
Elbebrücke bei Barby
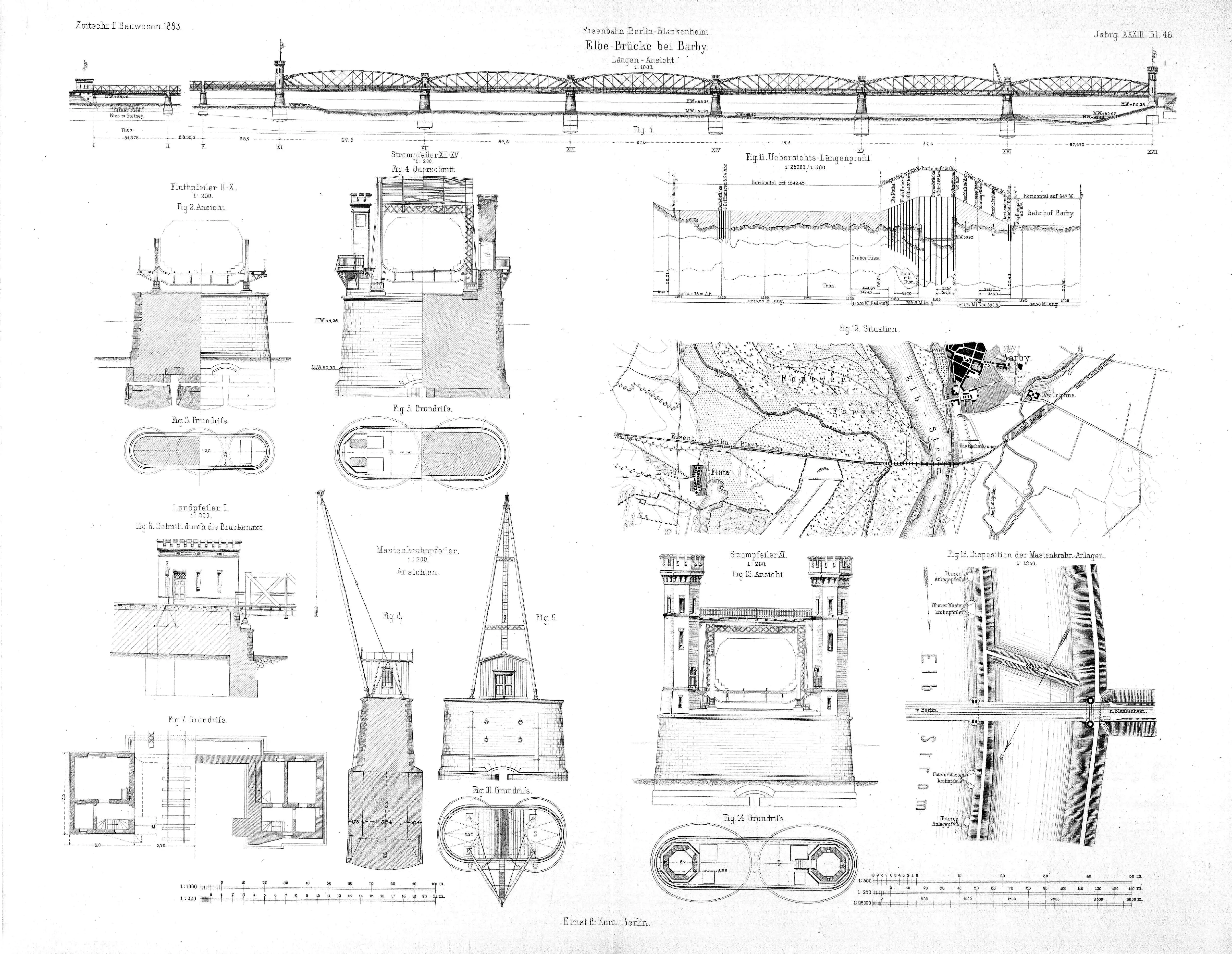
Elbebrücke bei Barby
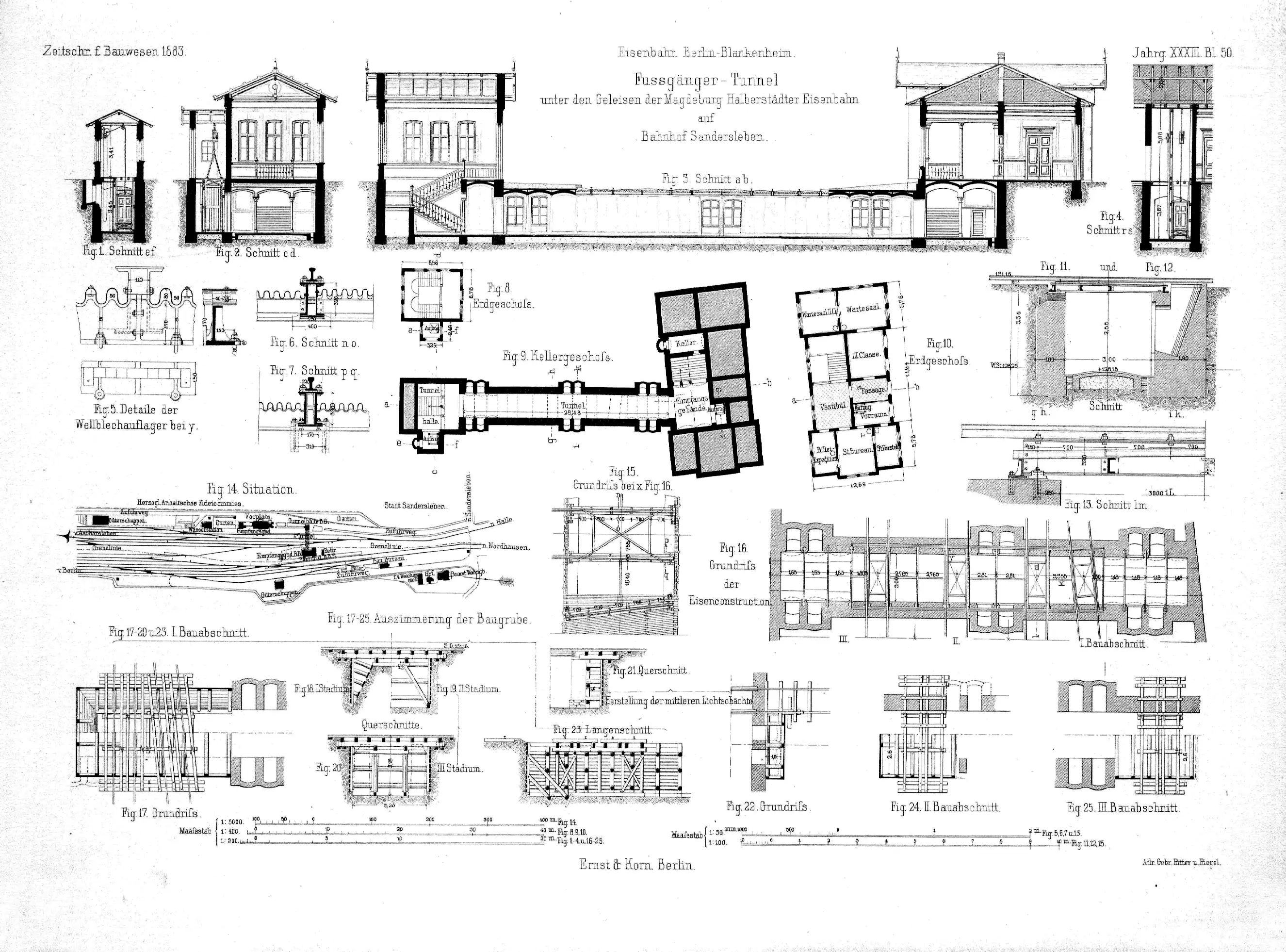
Bahnhof Sandersleben
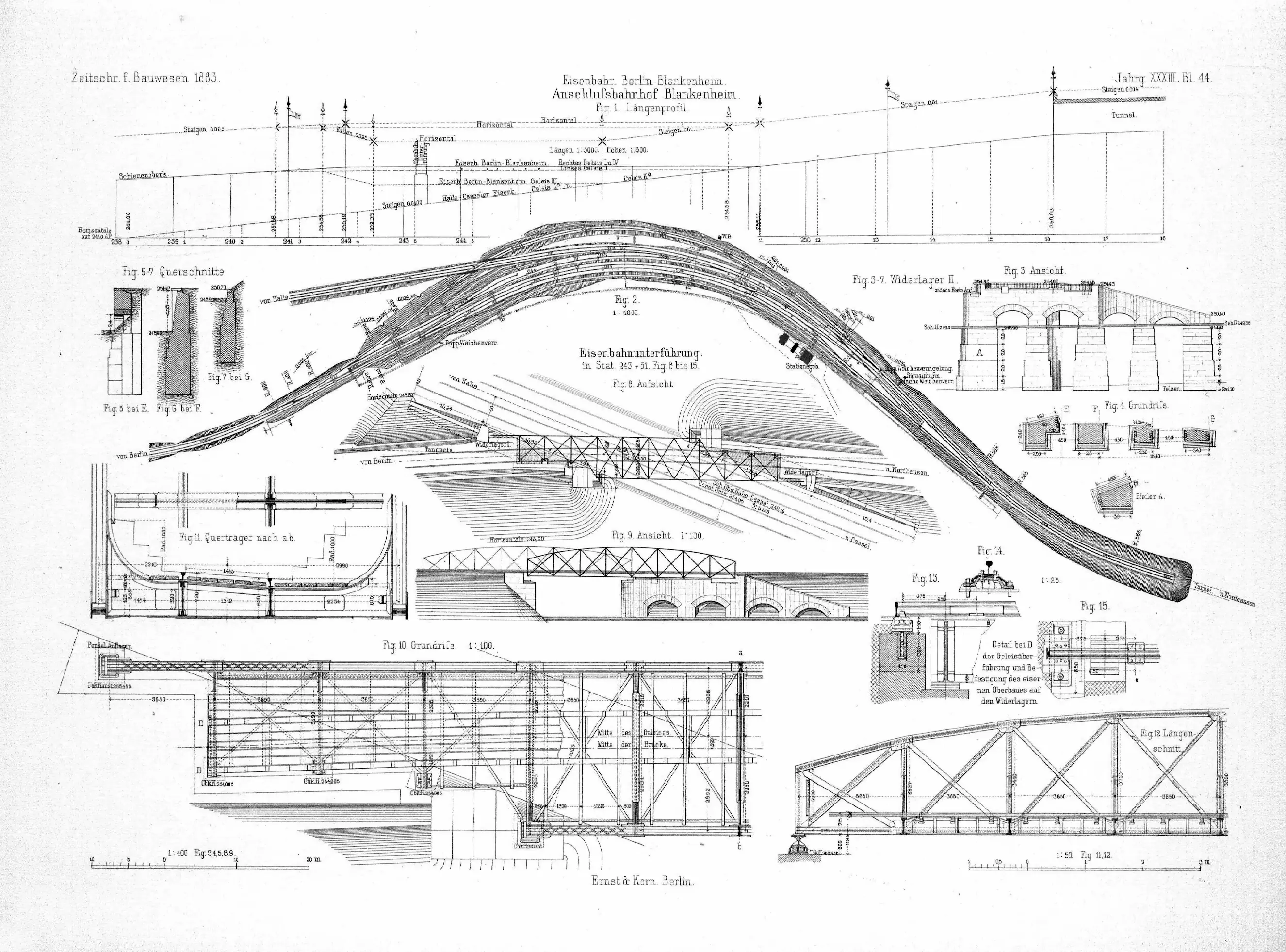
Abzw. Blankenheim
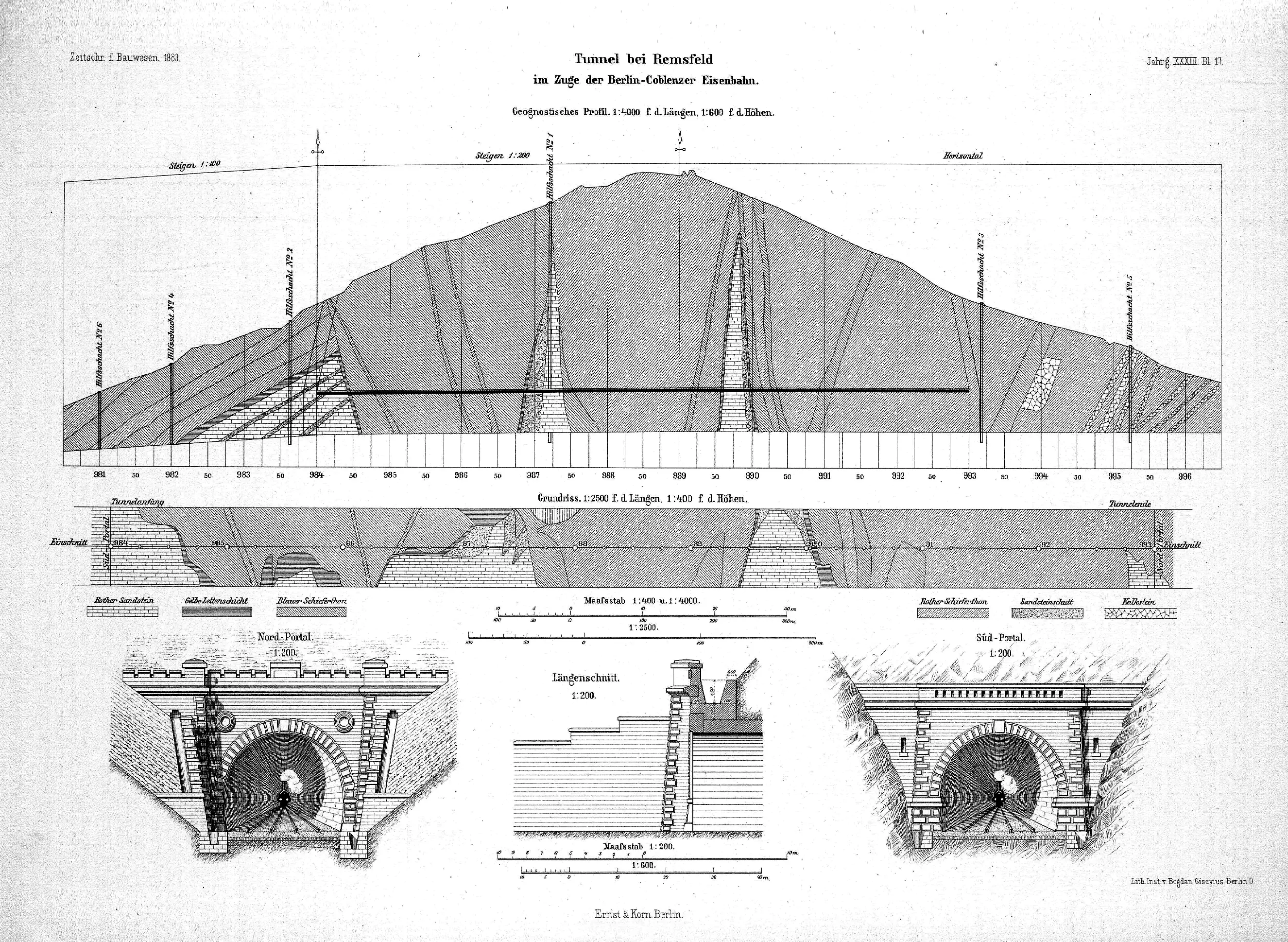
Küllstedter Tunnel
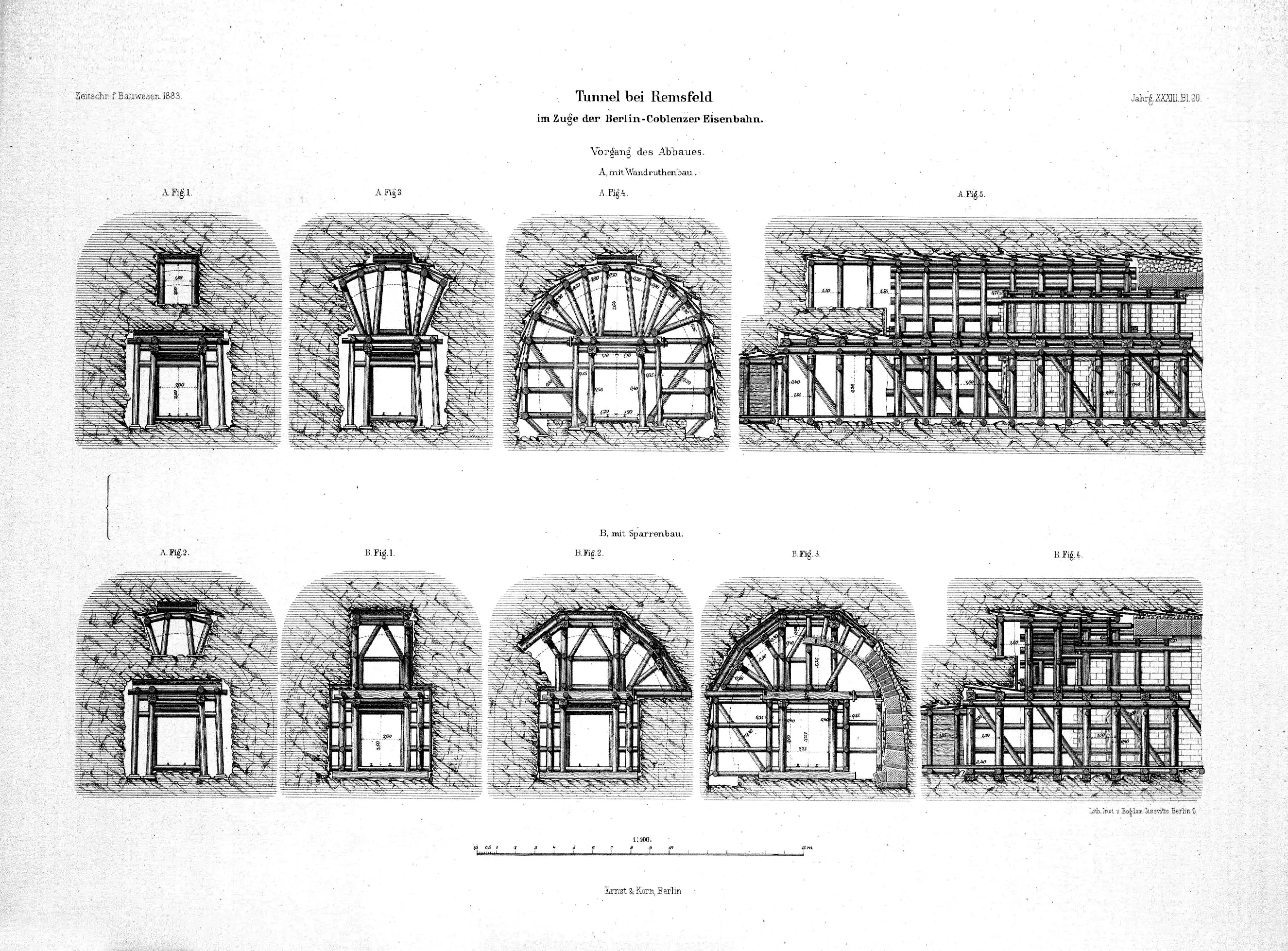
Küllstedter Tunnel
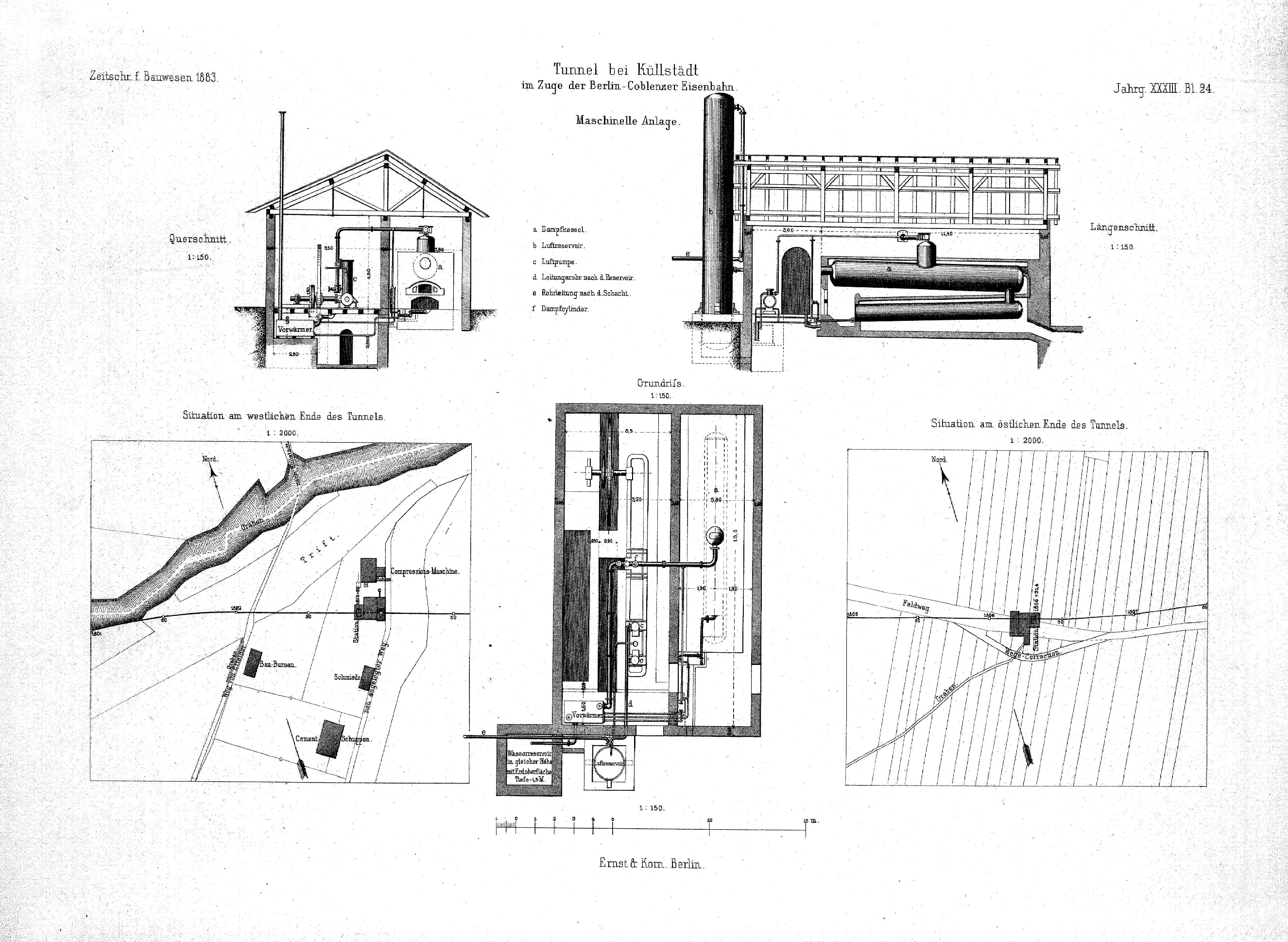
Küllstedter Tunnel

Einige Bauten der Kanonenbahn und Lahntalbahn
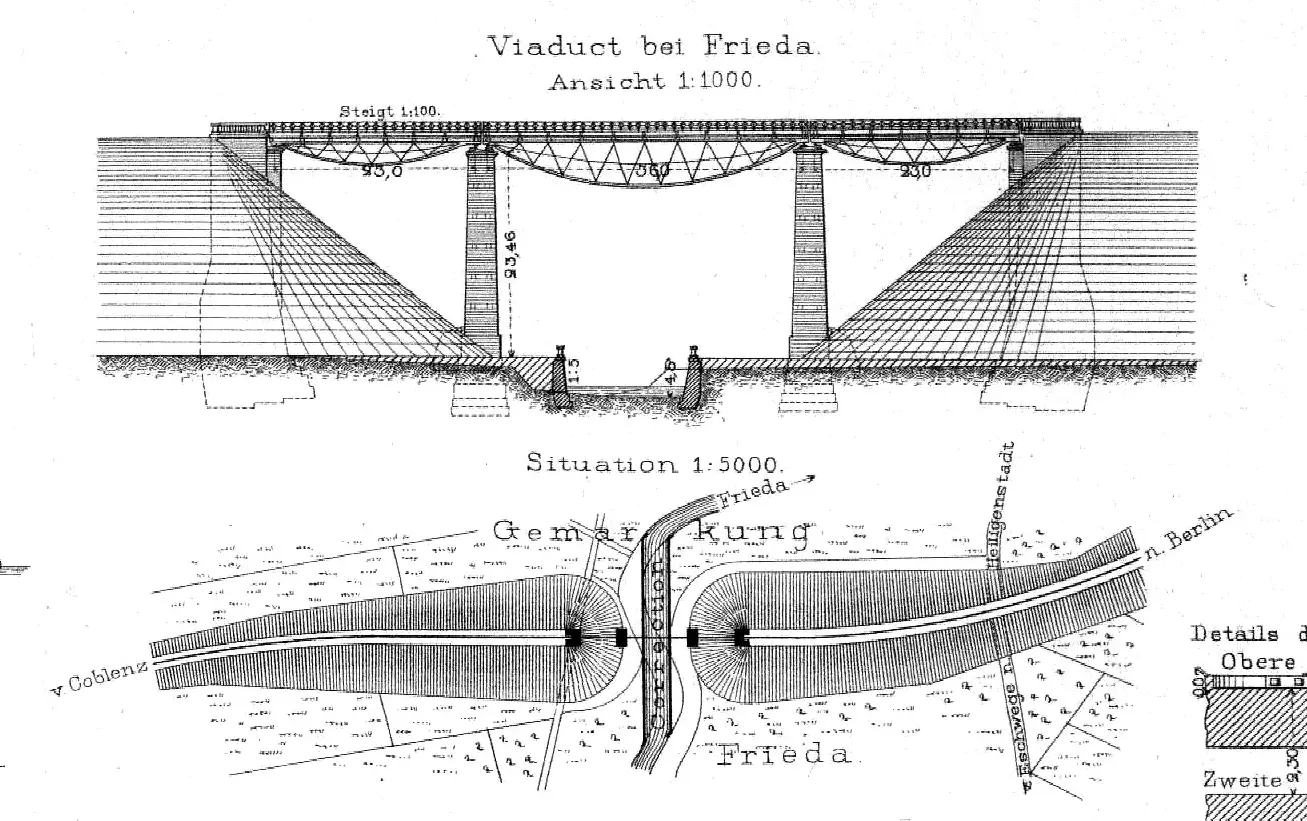
Friedaviadukt
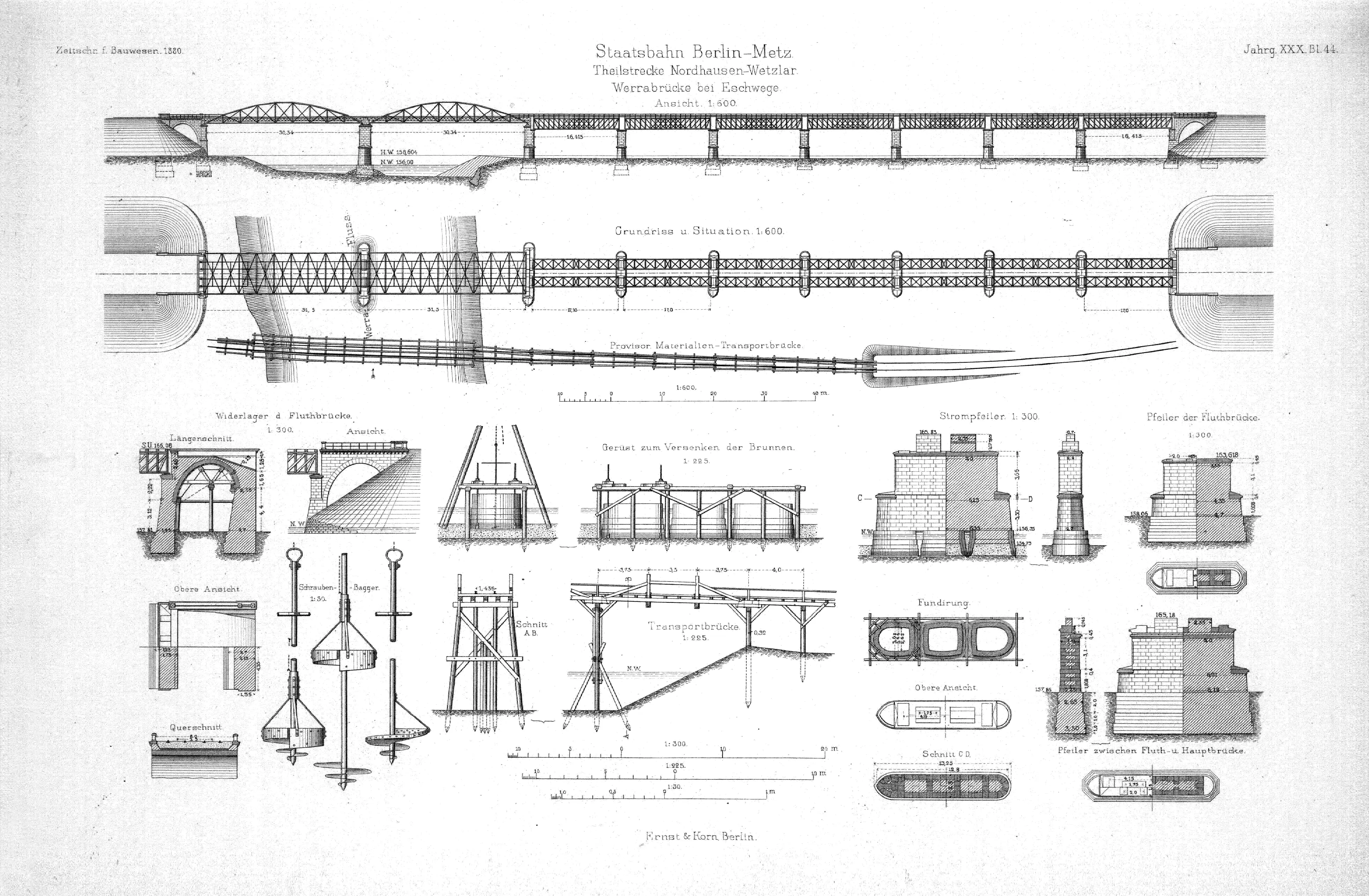
Werrabrücke Eschwege
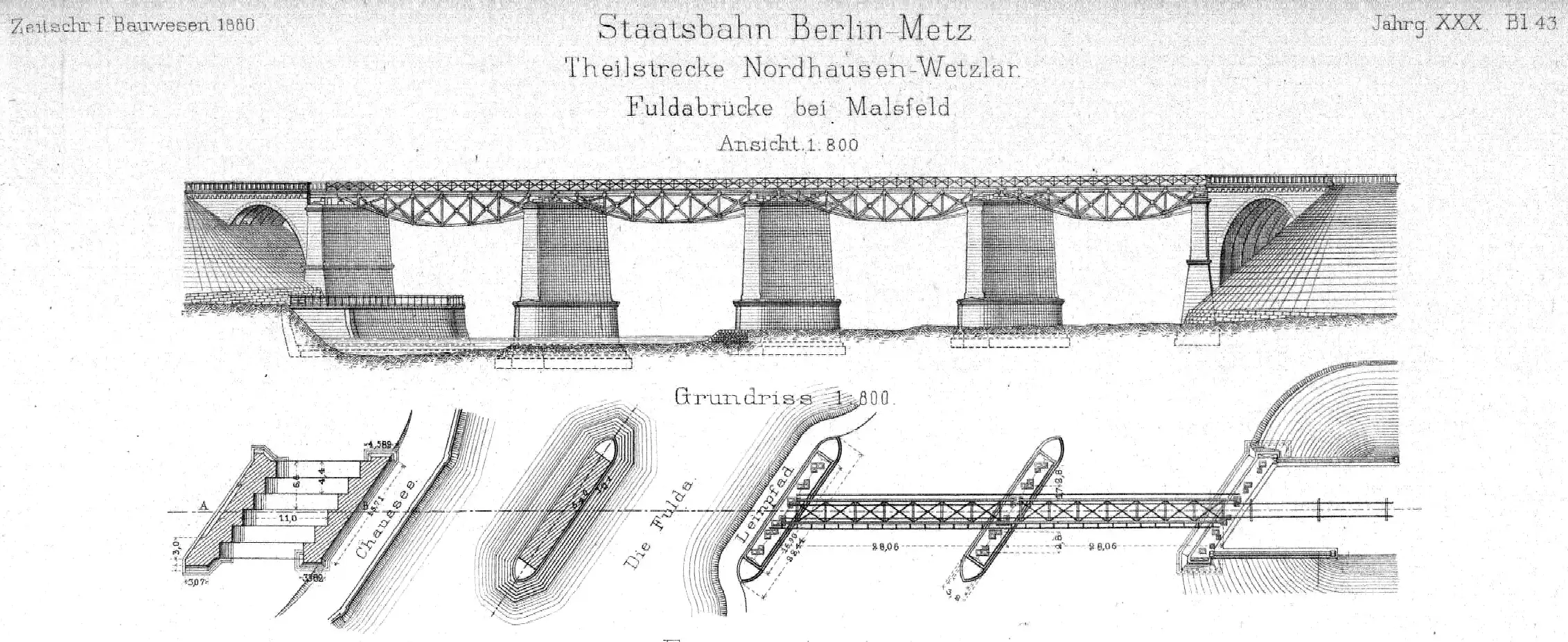
Fuldabrücke Malsfeld
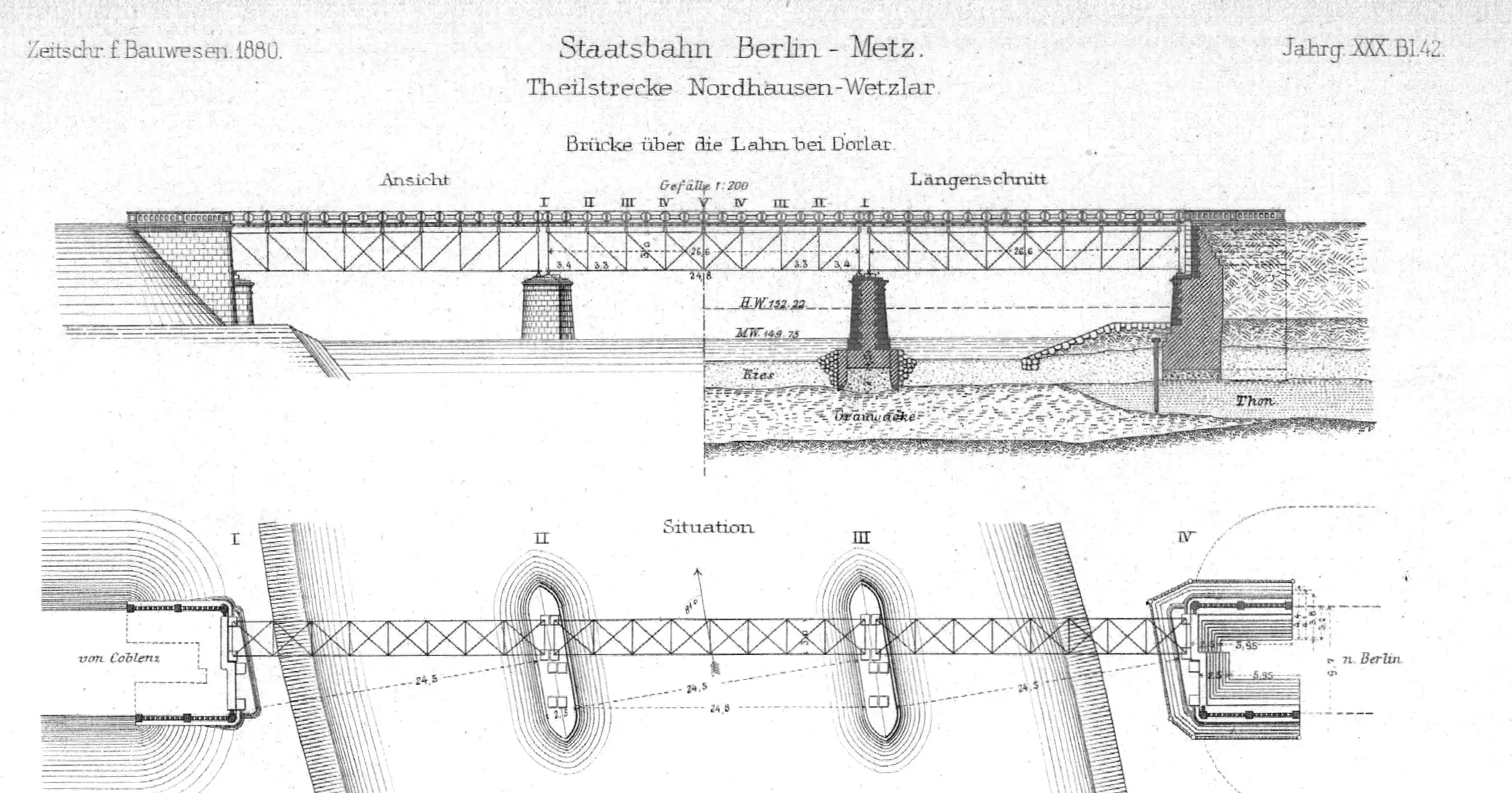
Lahnbrücke Dorlar
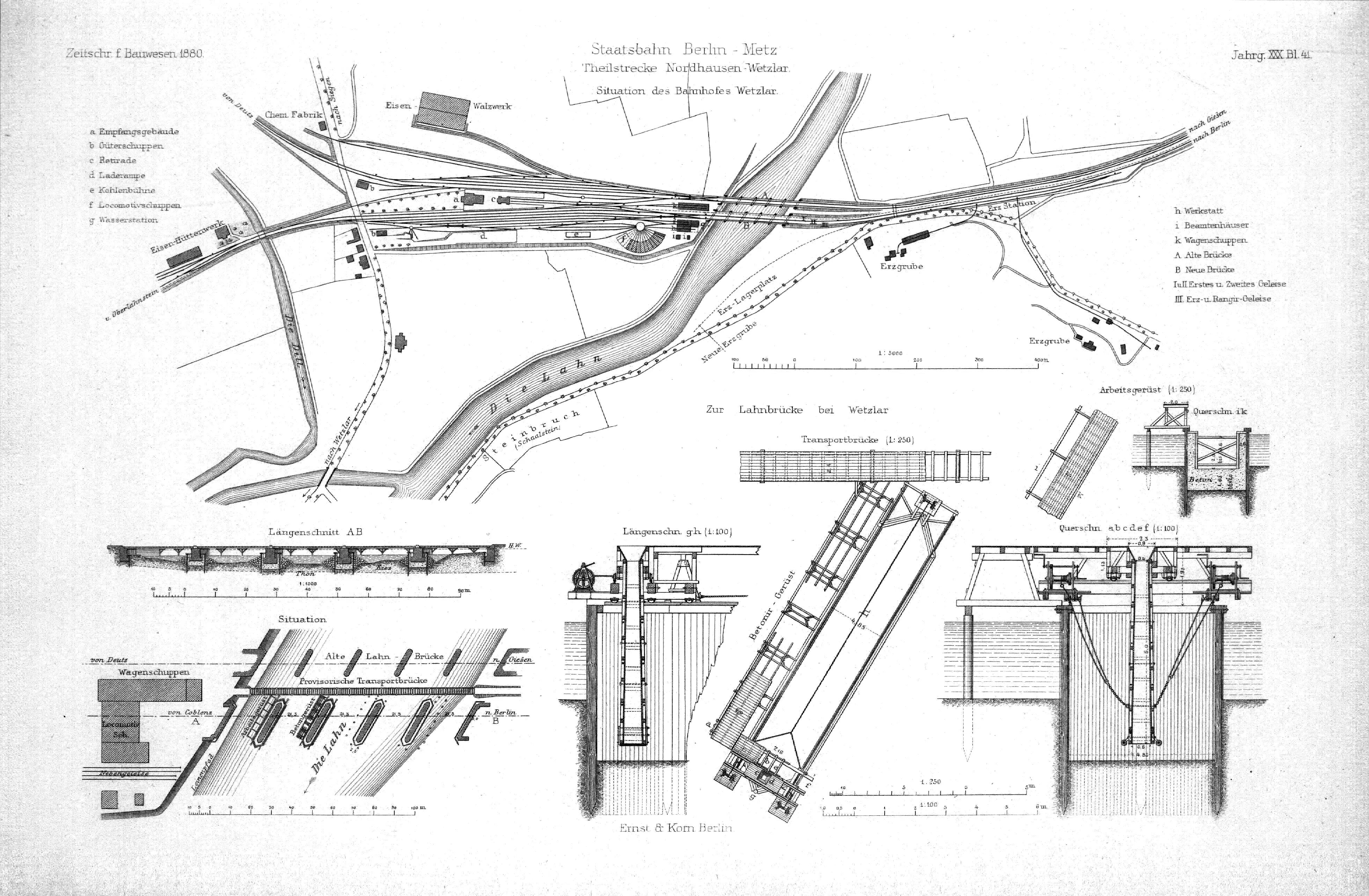
Bahnhof Wetzlar
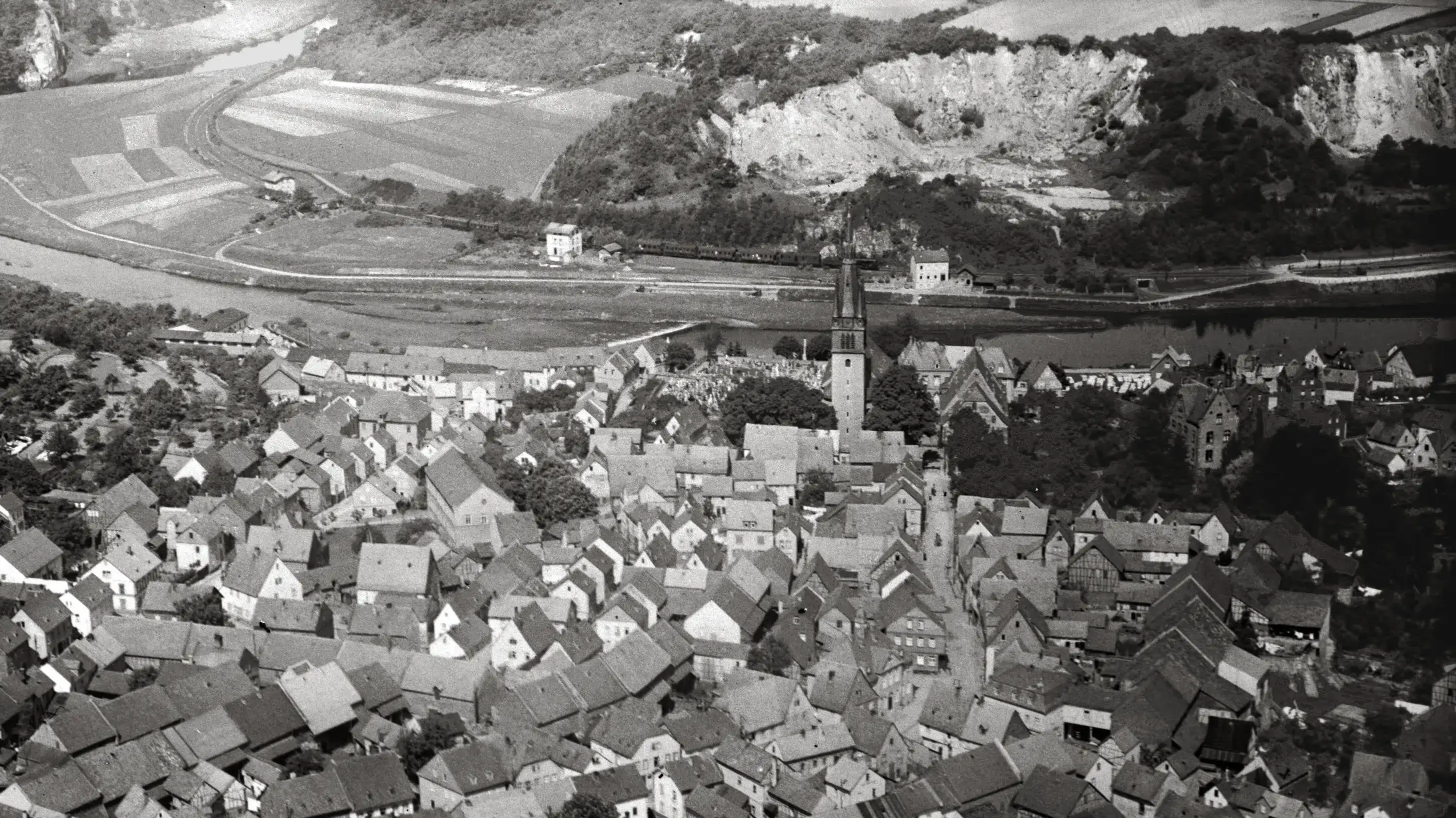
Bahnhof Villmar
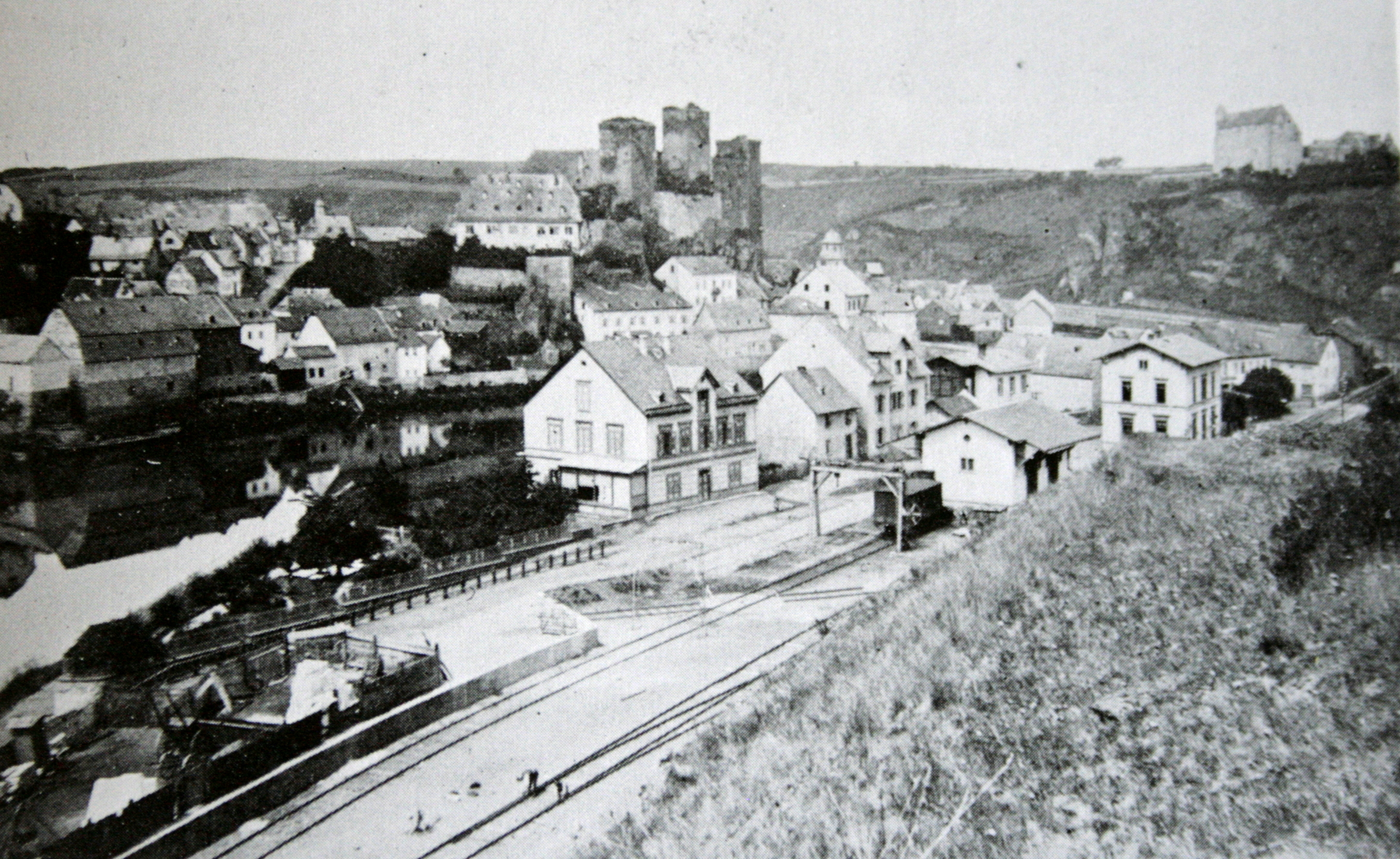
Bahnhof Runkel
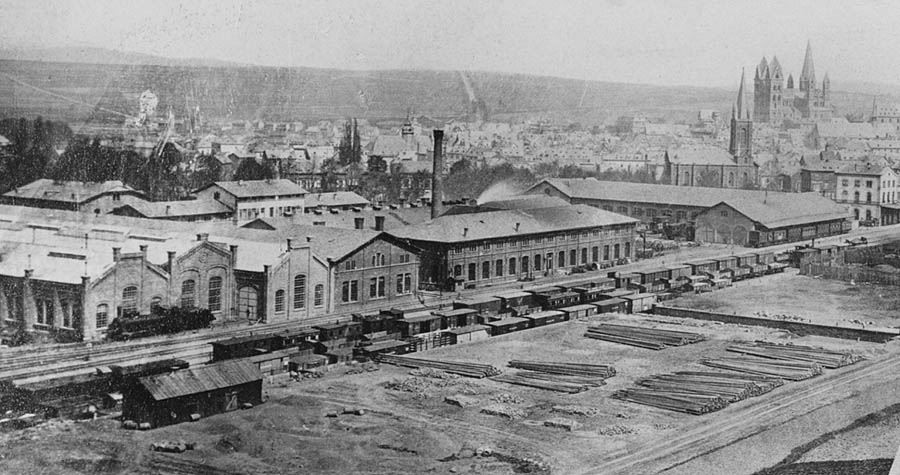
Bahnhof Limburg
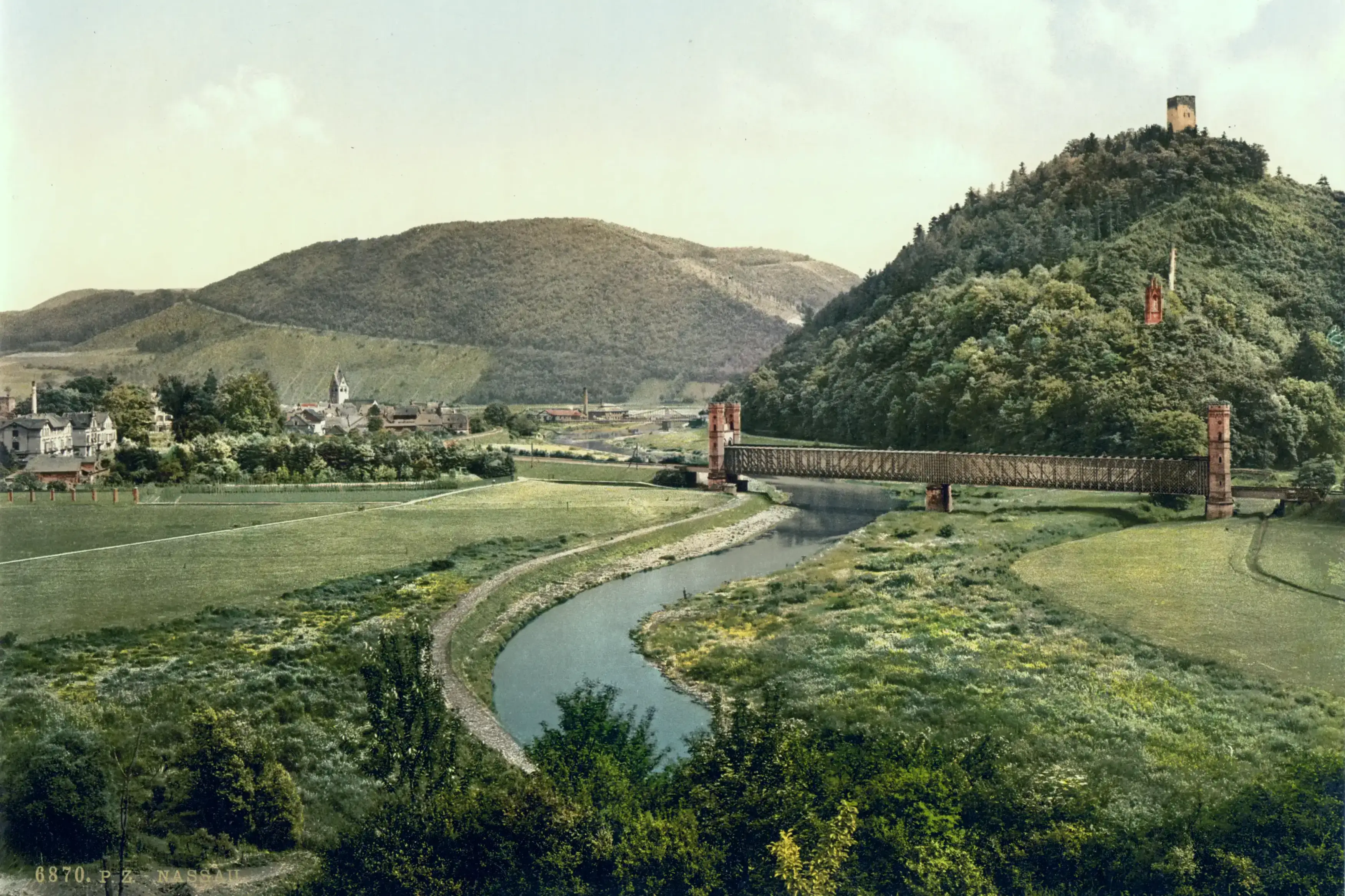
Lahnbrücke Nassau
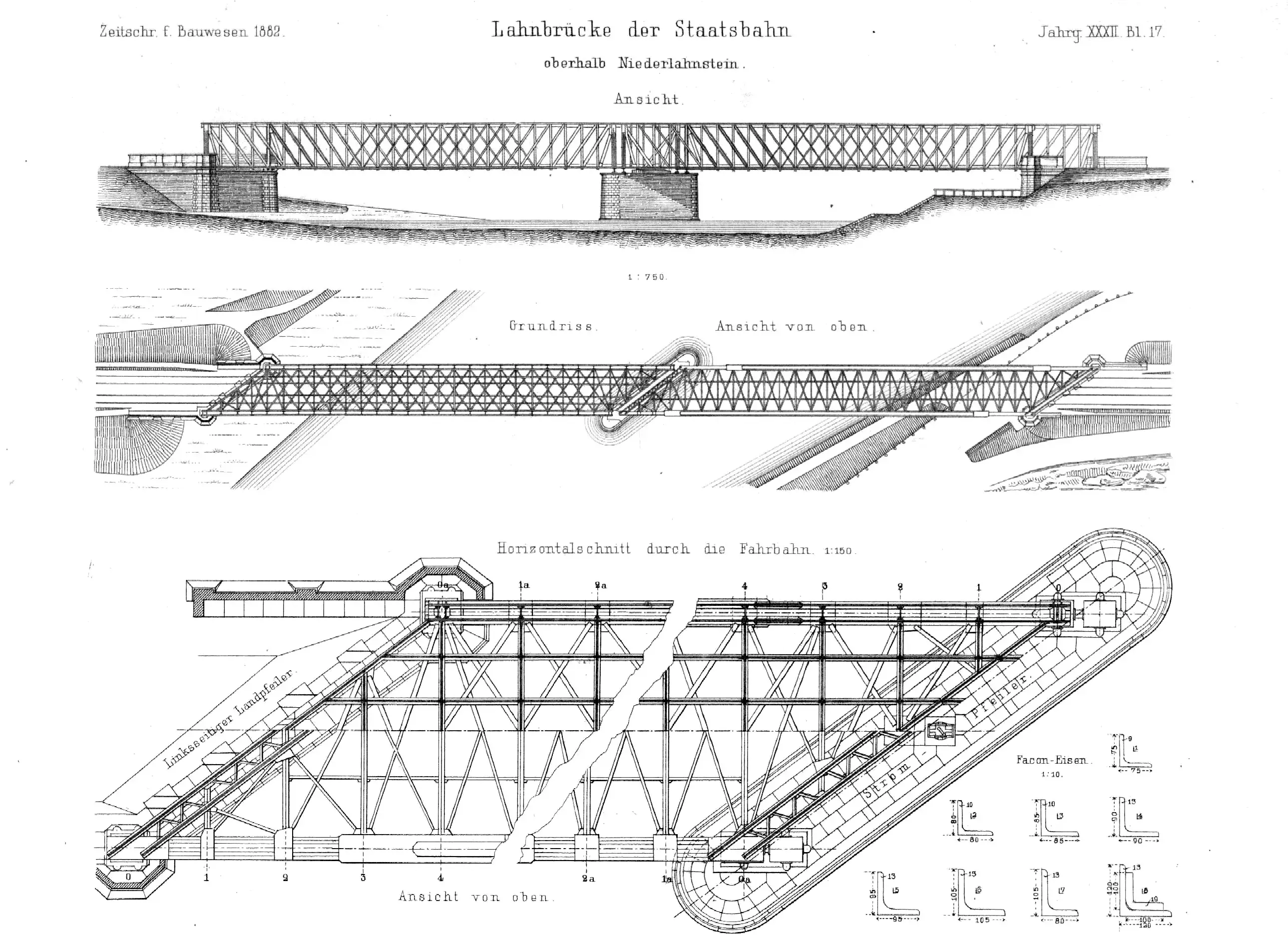
Lahnbrücke Hohenrhein
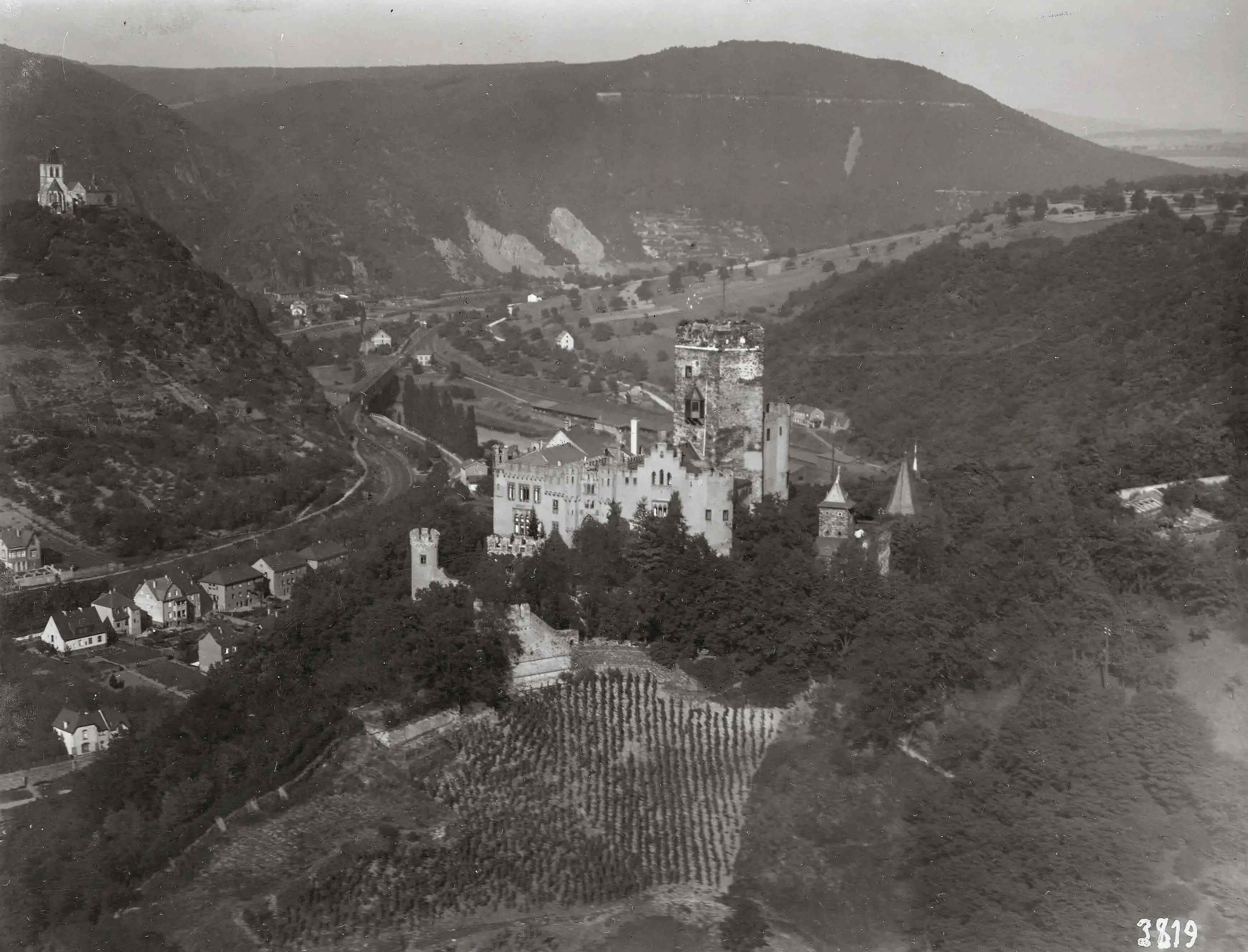
Bei Lahneck
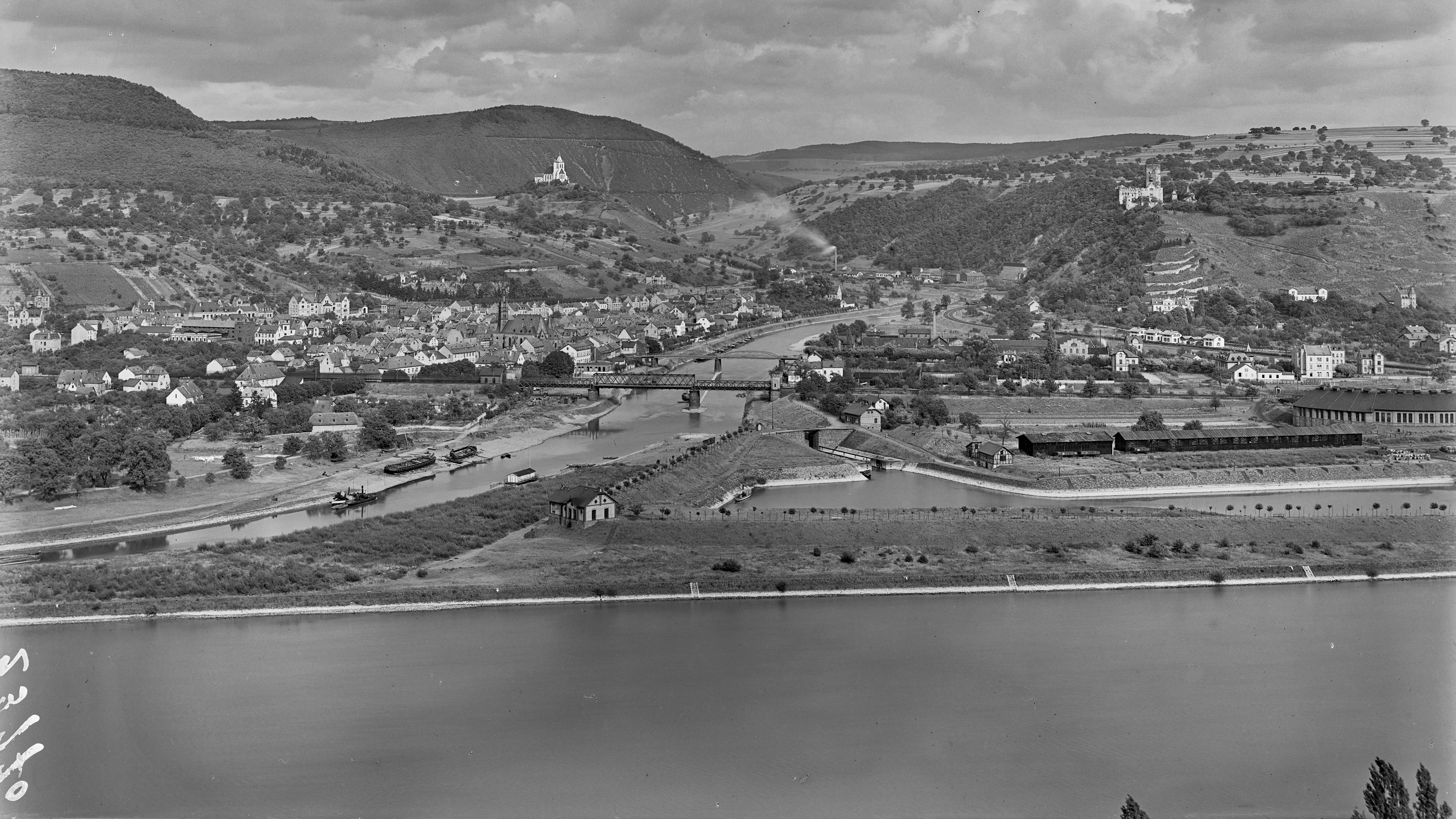
Lahnmündung
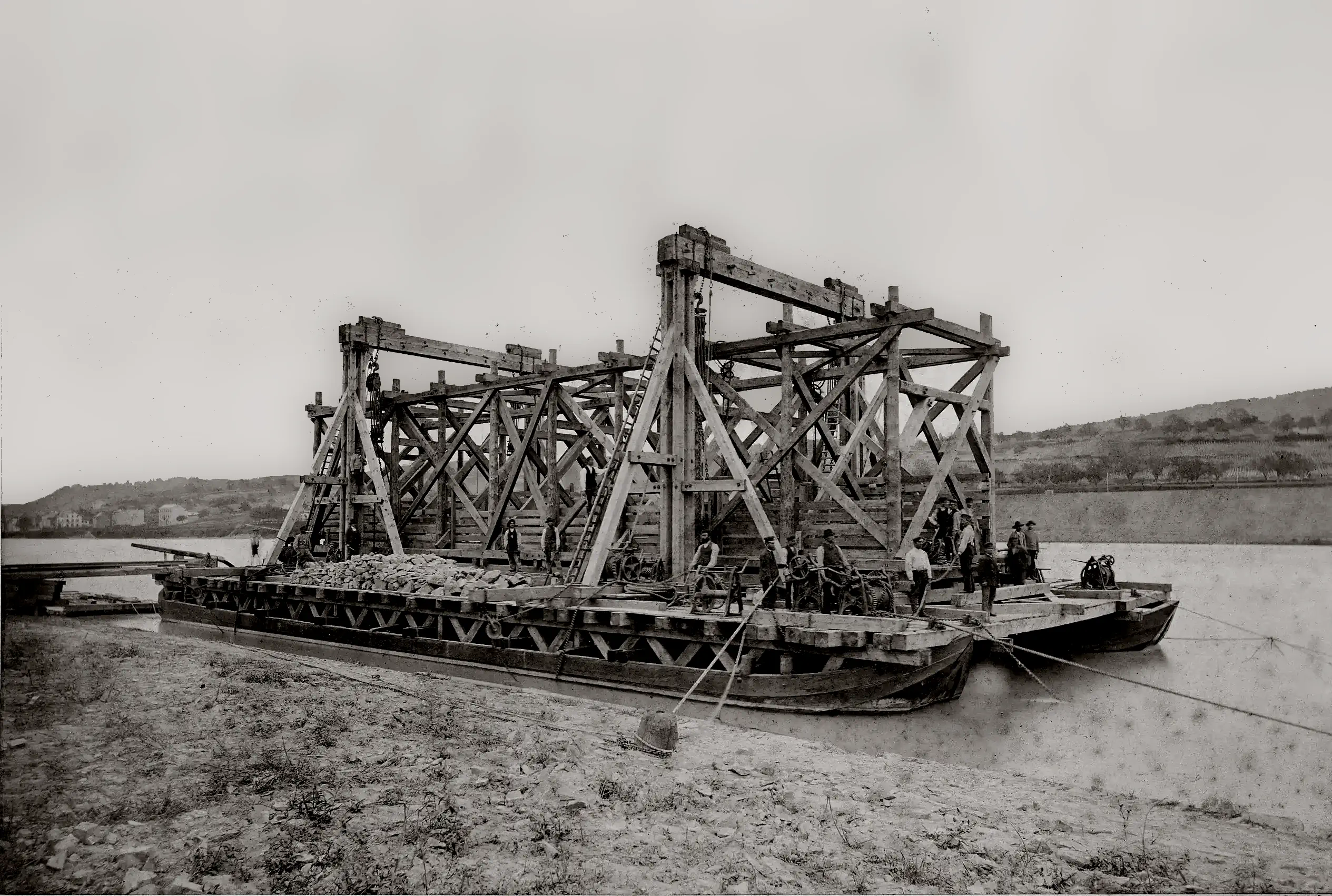
Brückenbau Horchheim
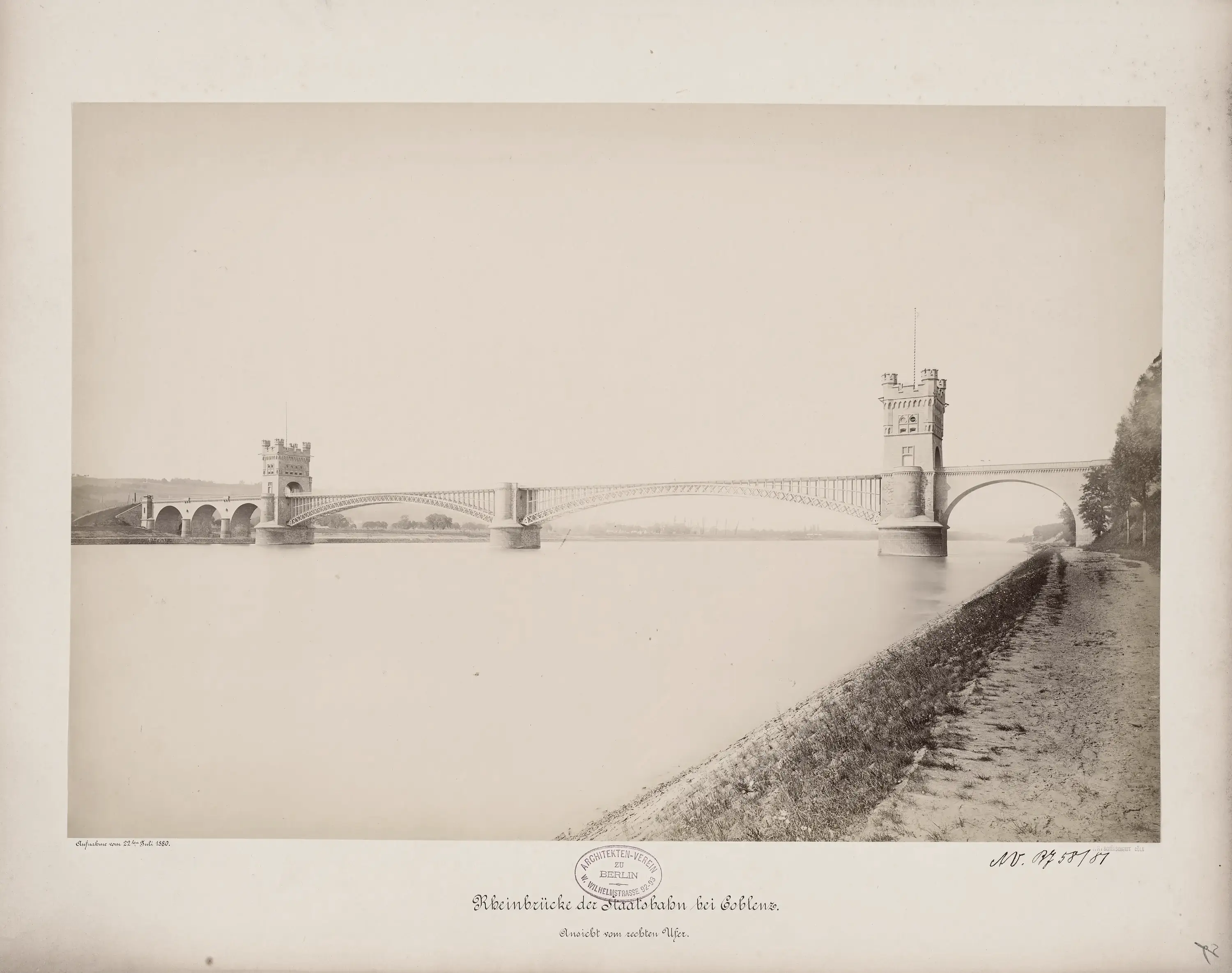
Horchheimer Brücke

Bau der Moselstrecke Koblenz – Trier – Metz
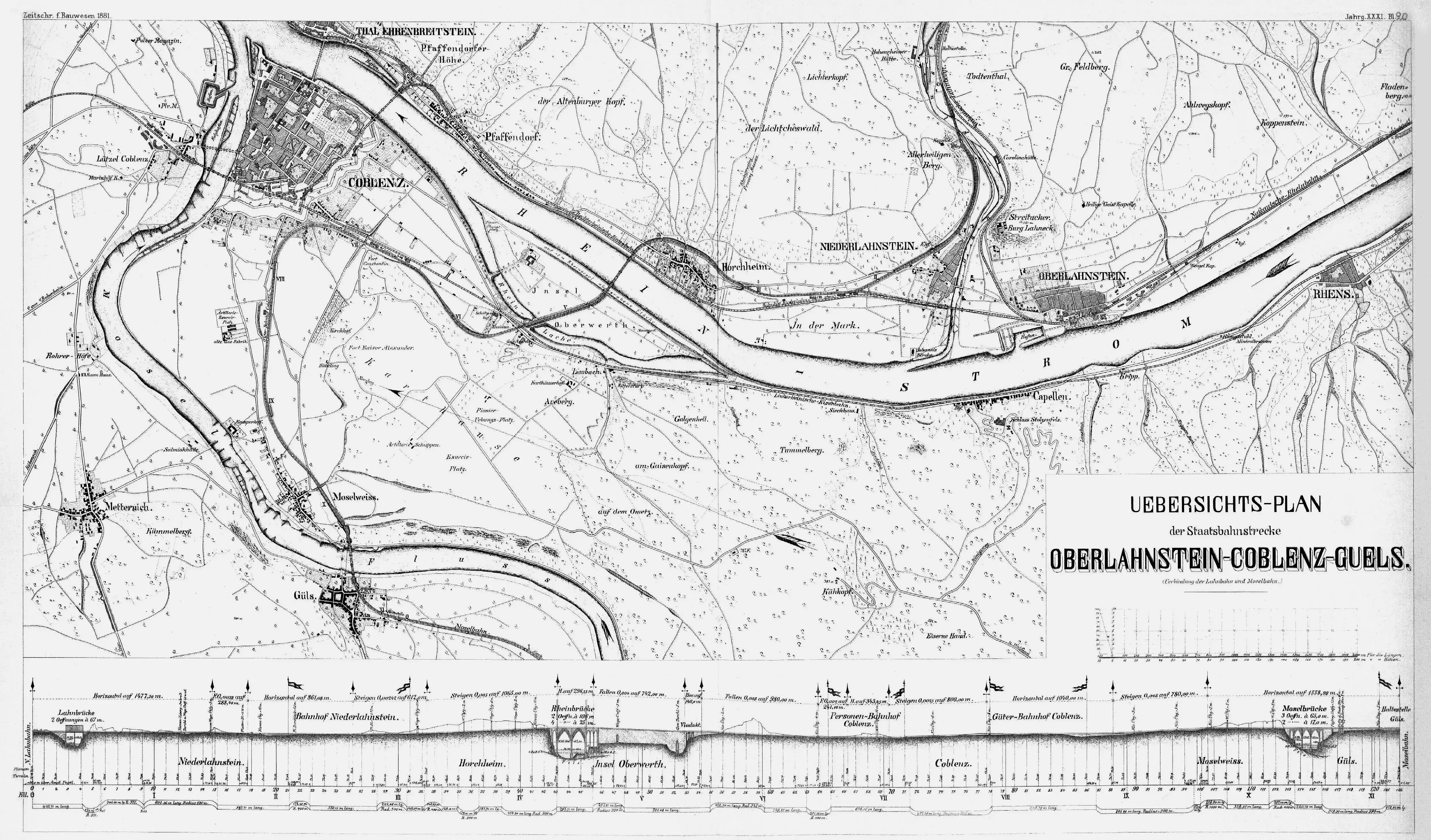
Plan für Koblenz
Moselbrücke bei Güls
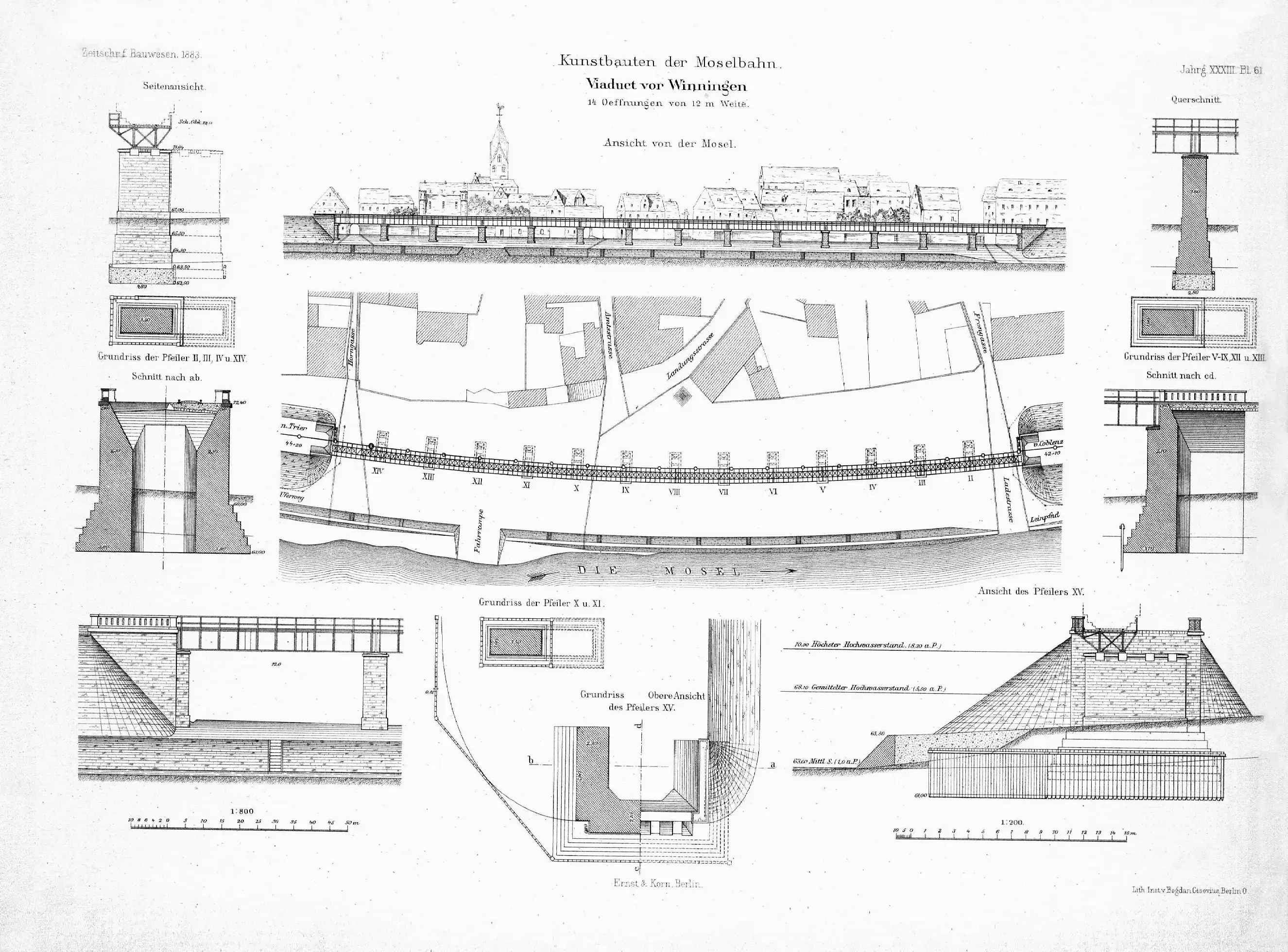
Viadukt bei Winningen
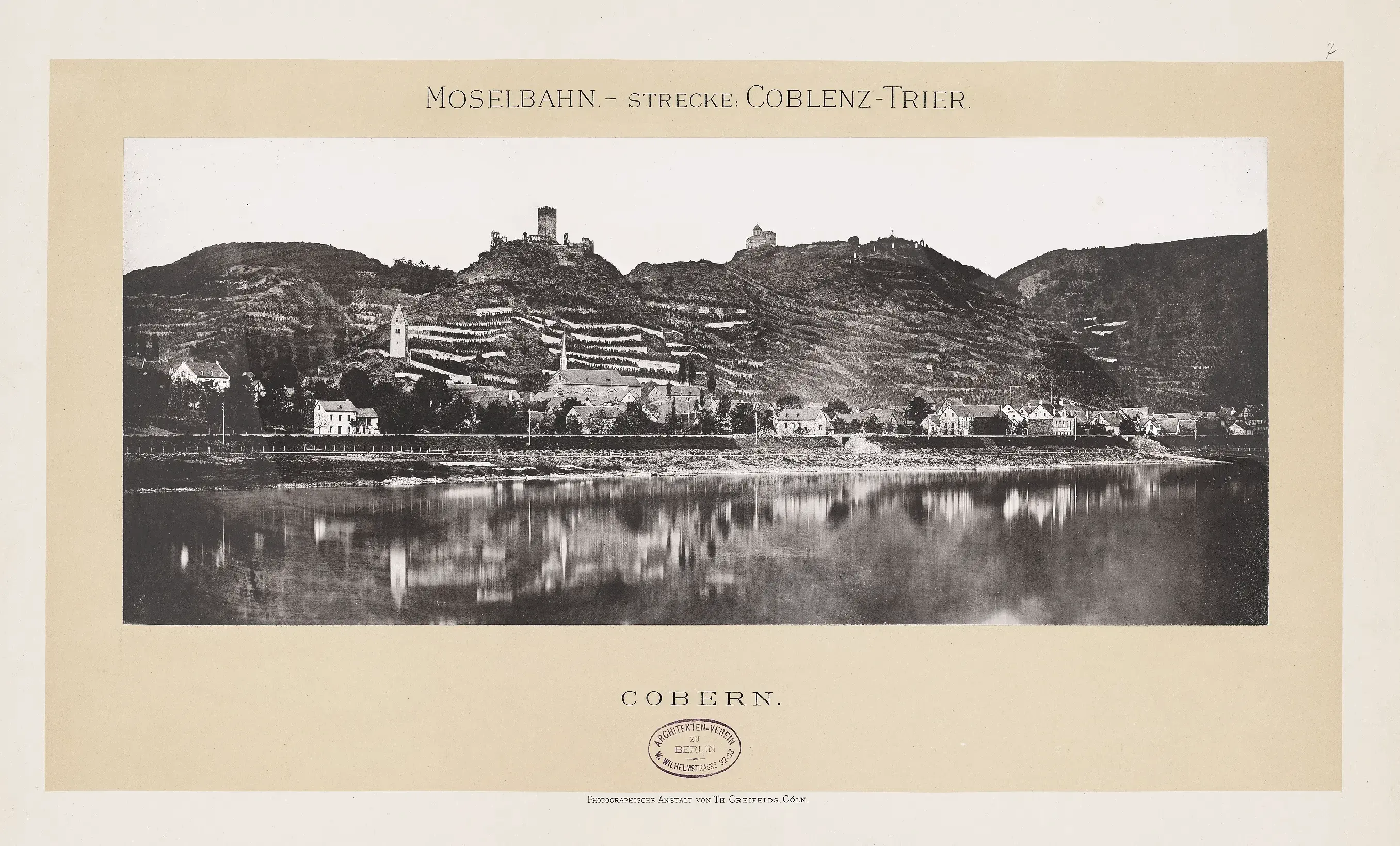
Vor dem Ort Kobern
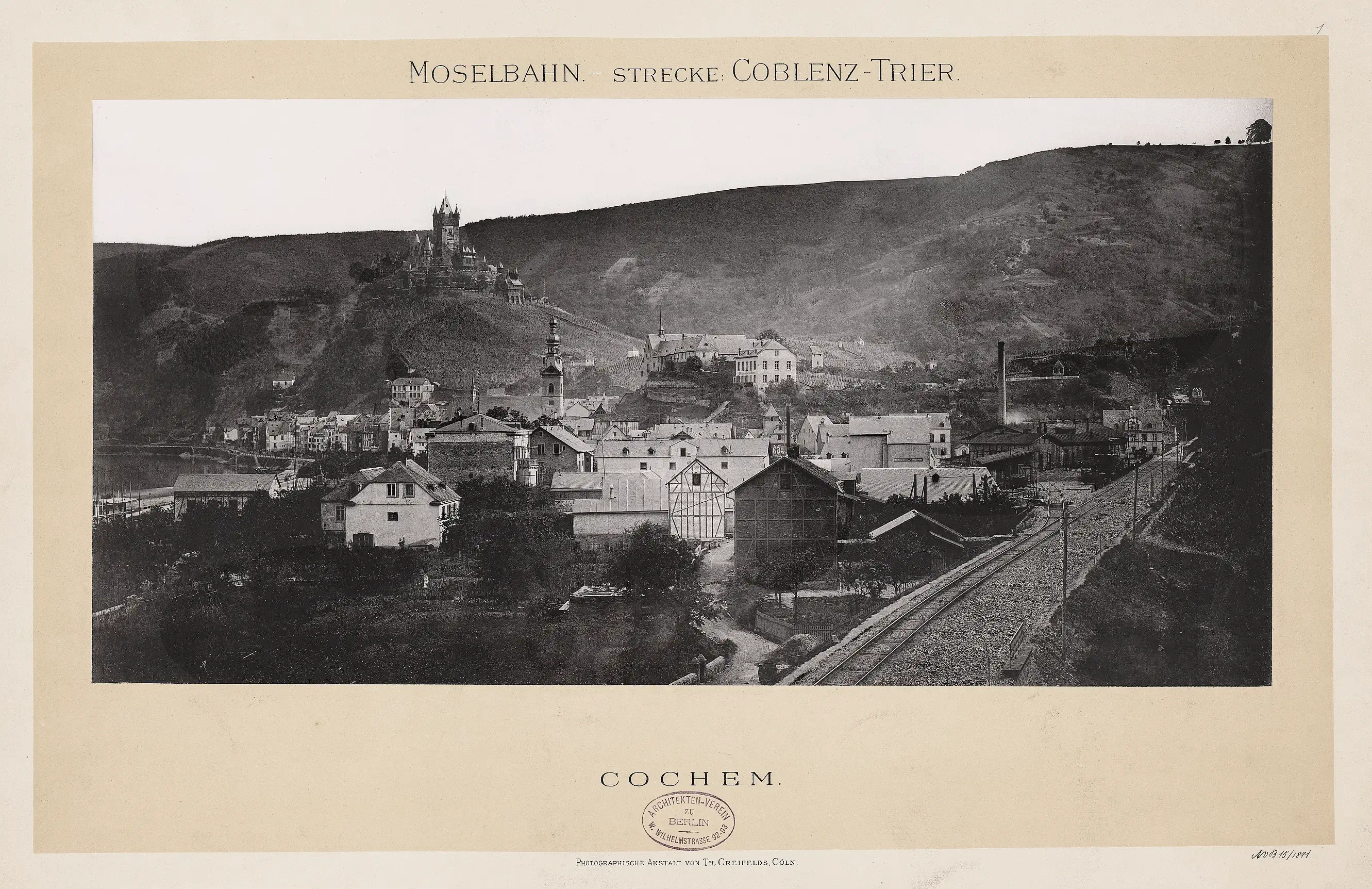
Am Bahnhof Cochem
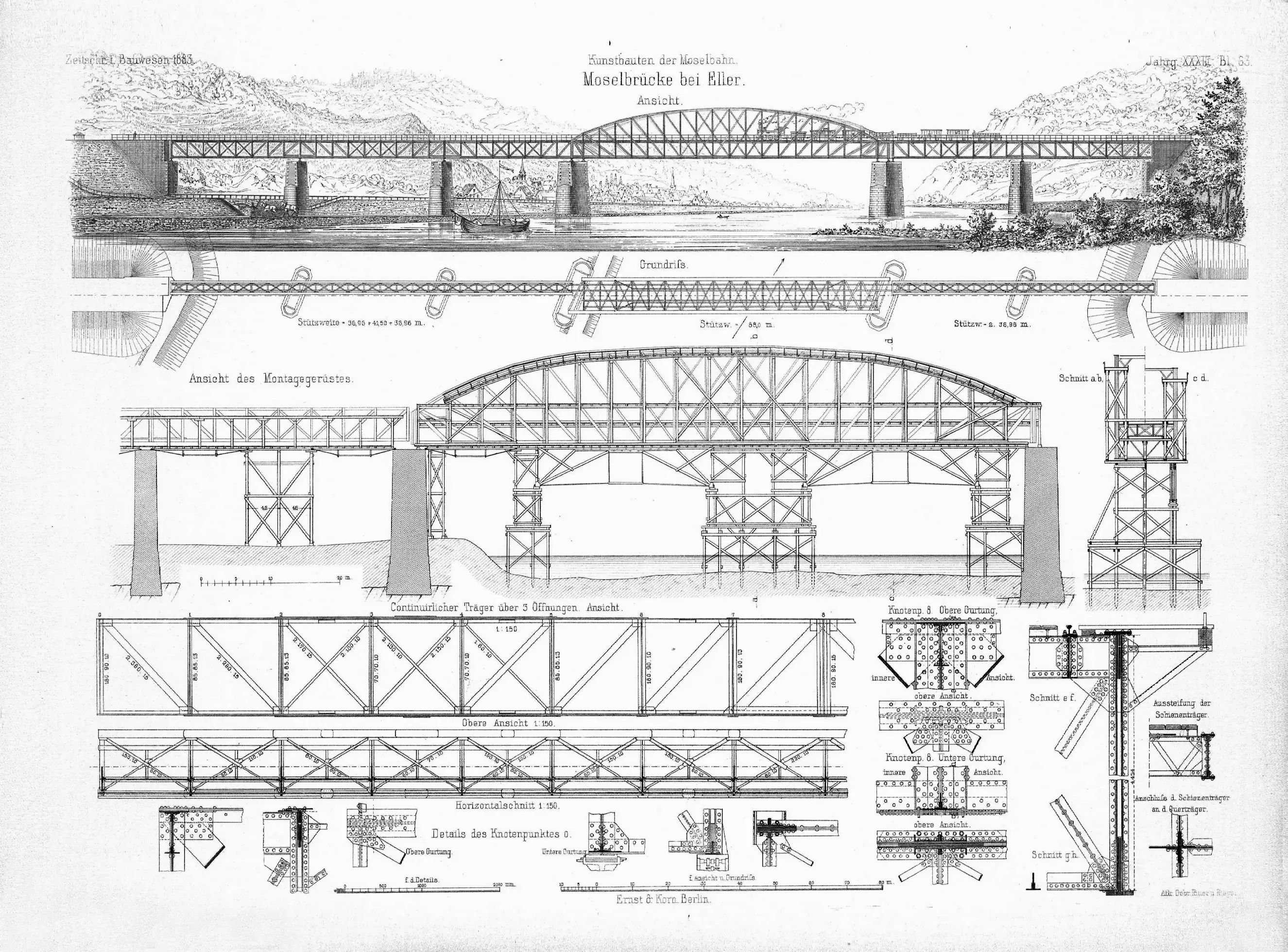
Plan der Brücke bei Eller
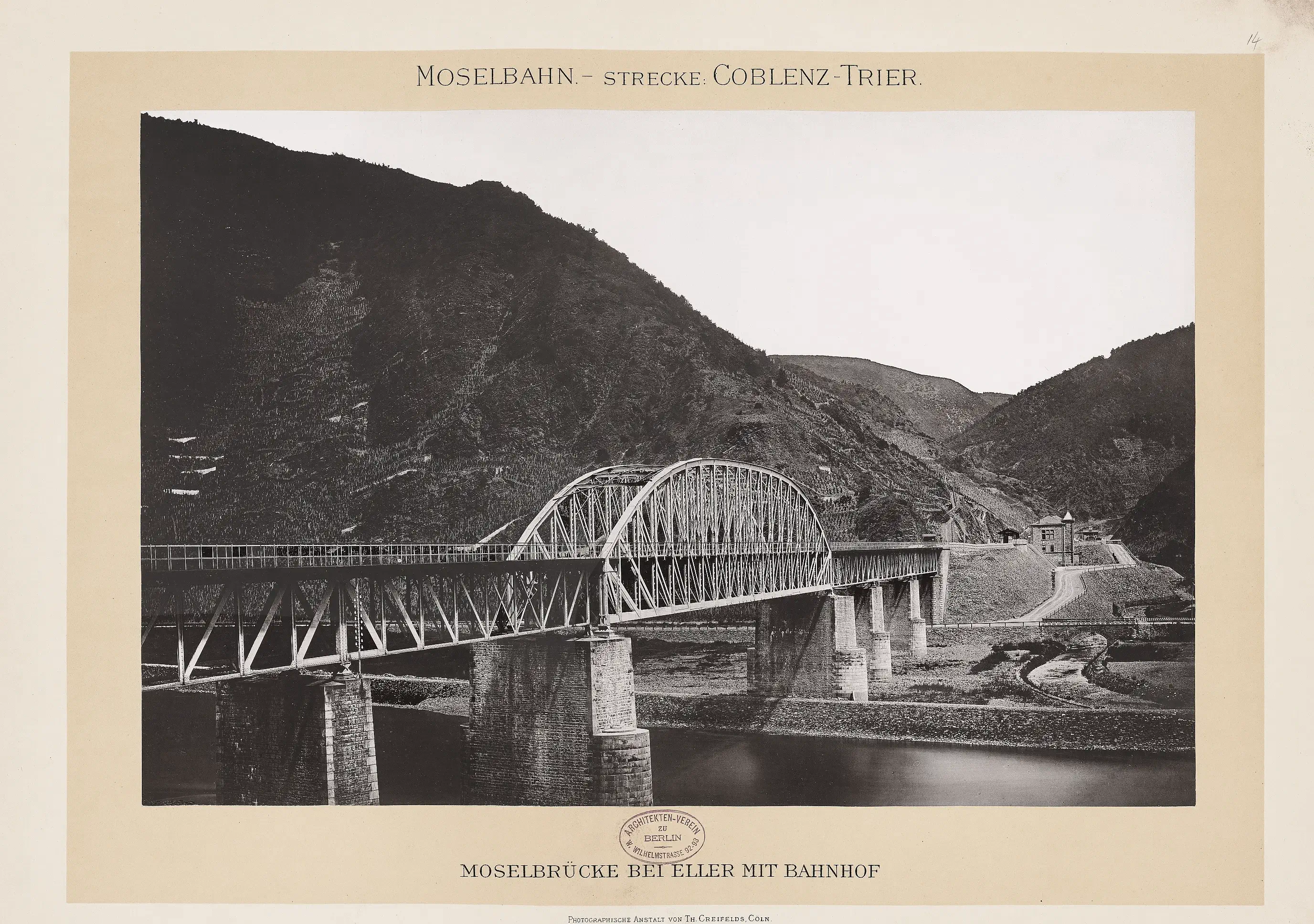
Brücke bei Eller
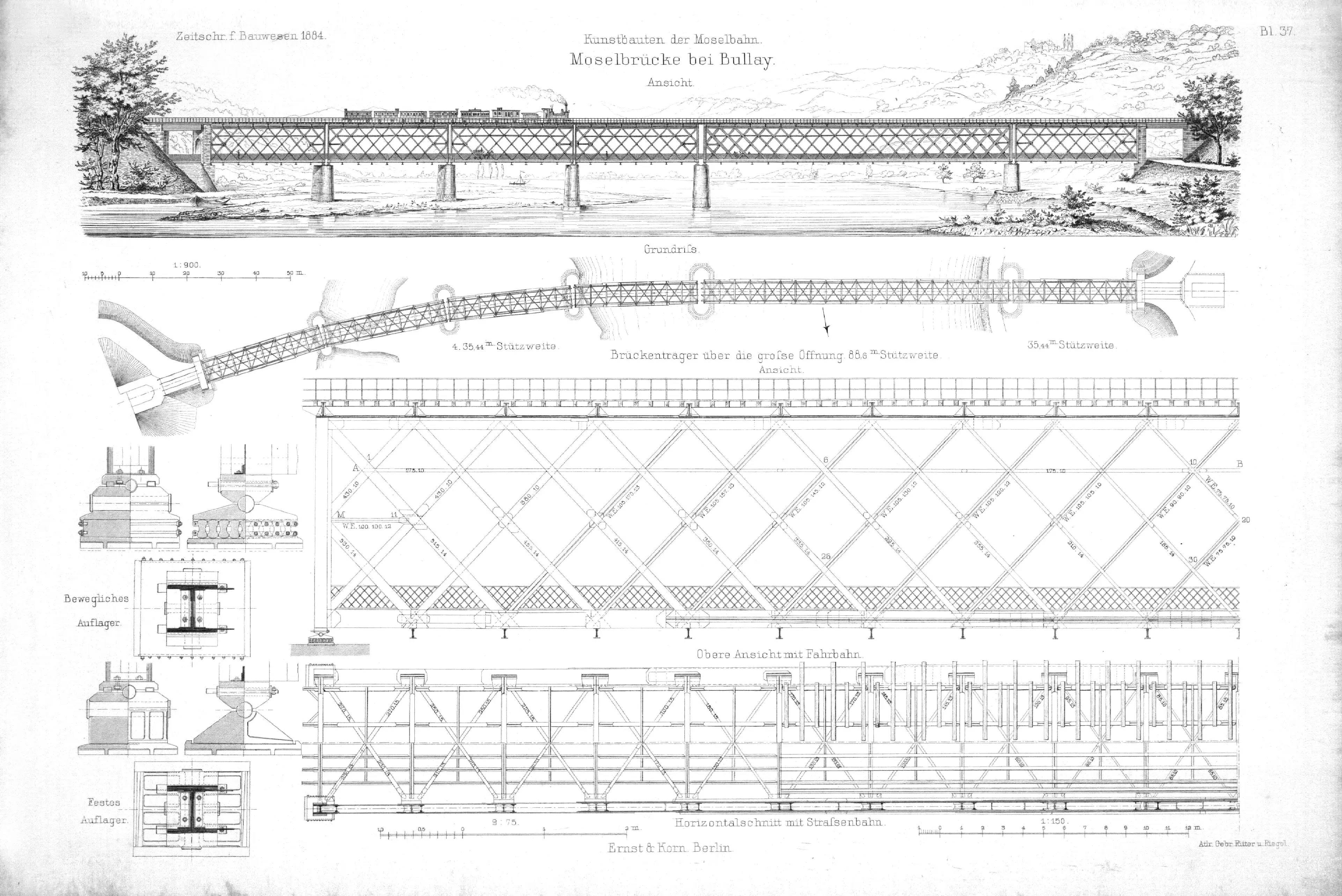
Plan der Brücke Bullay
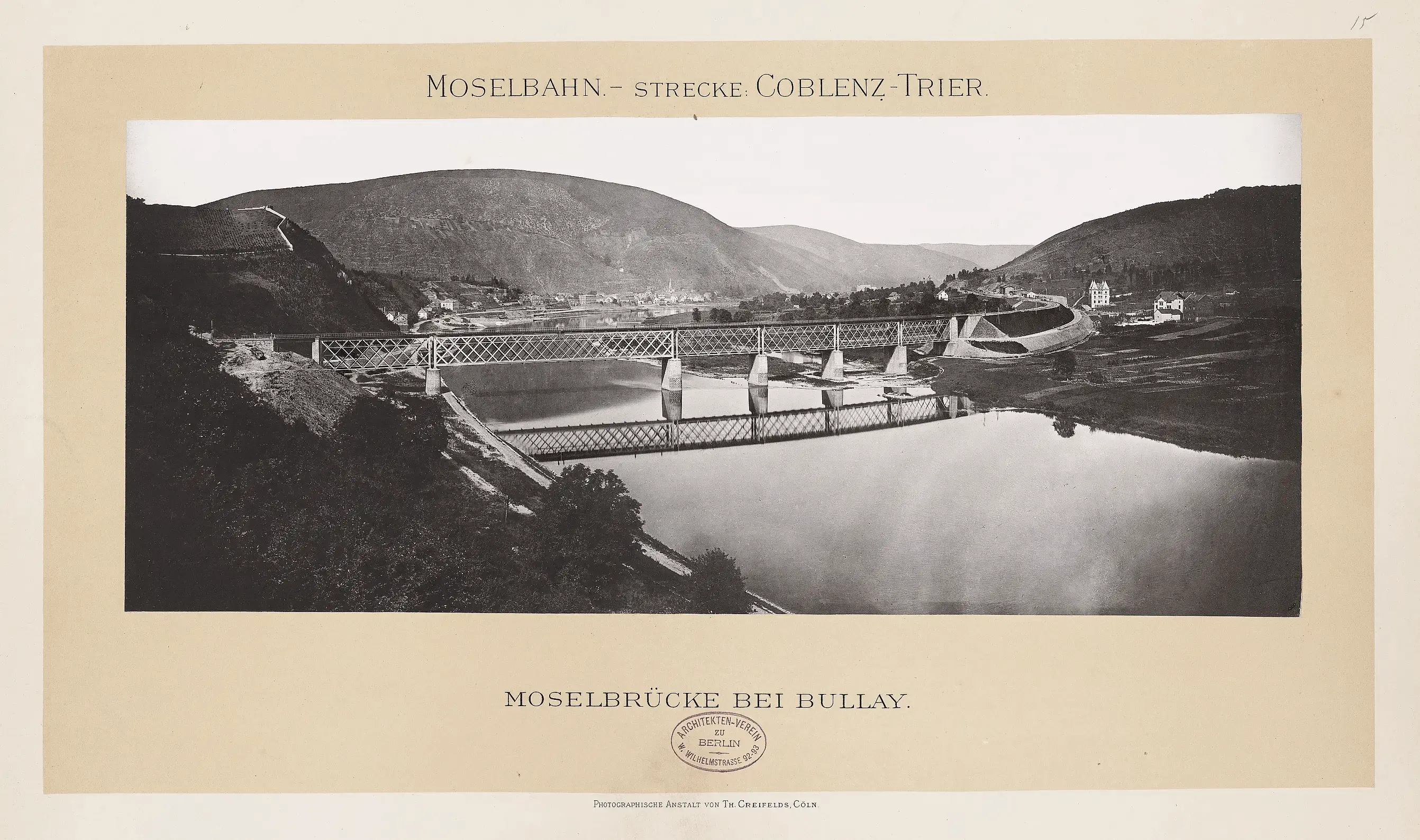
Brücke bei Bullay
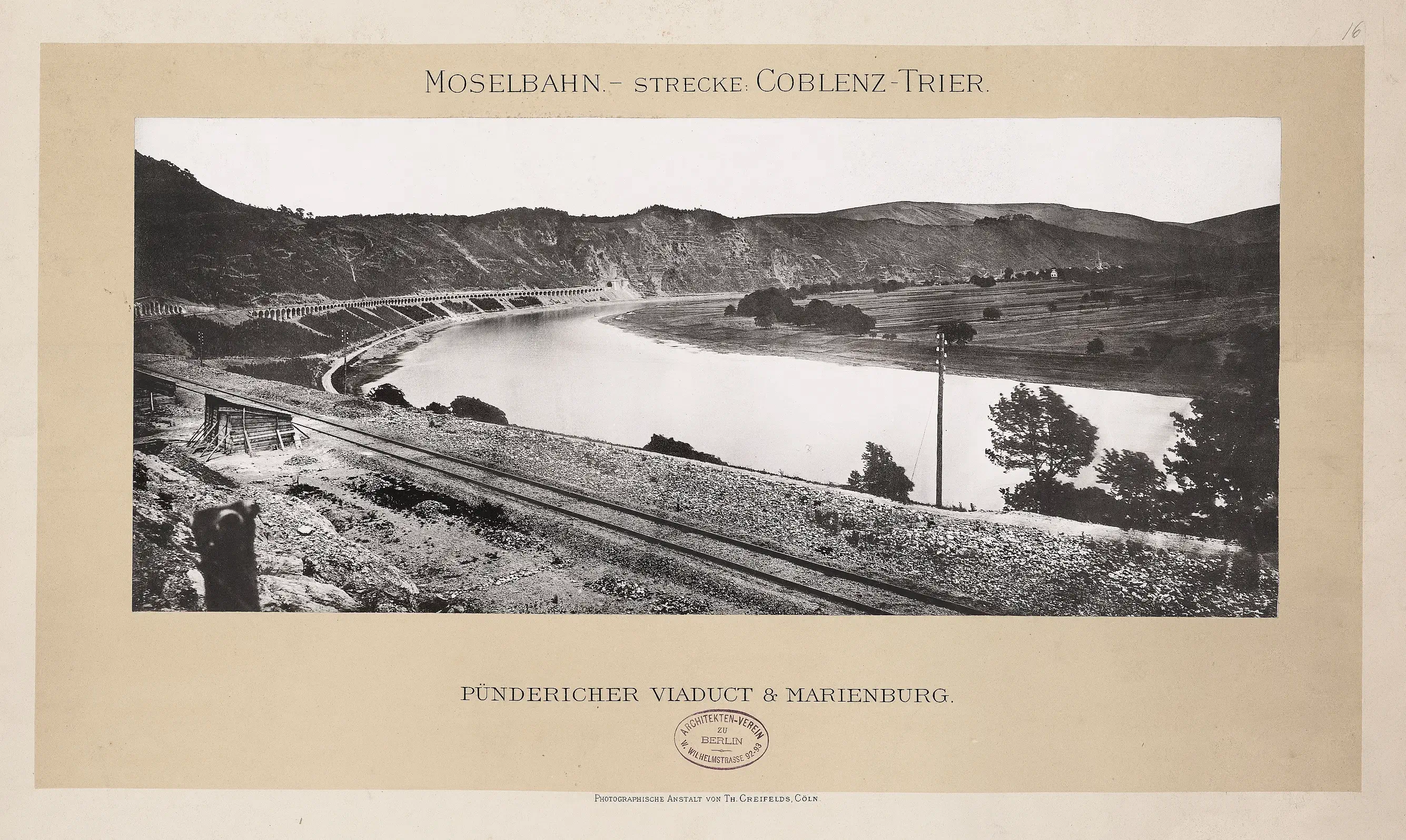
Viadukt bei Pünderich
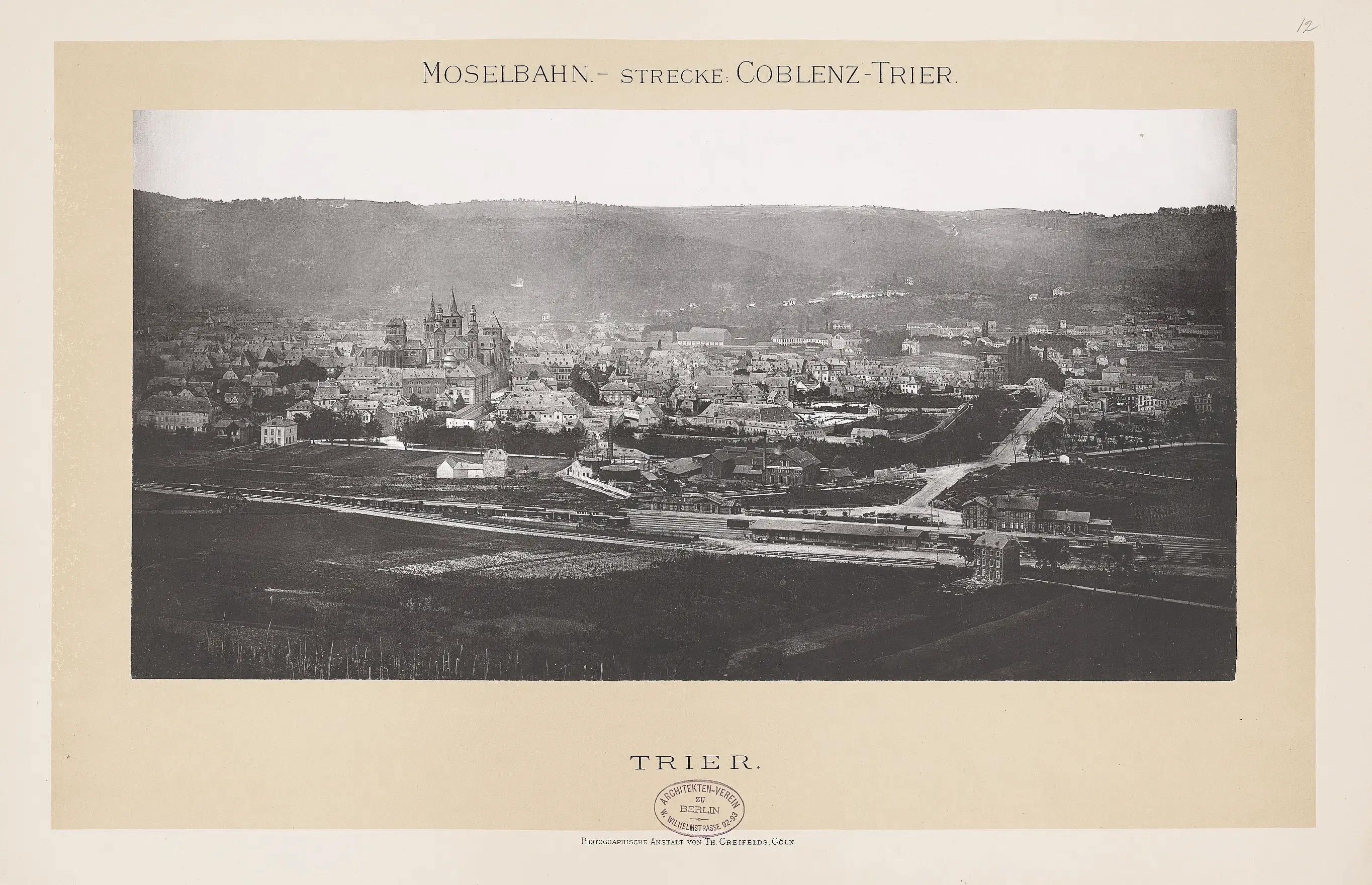
Hauptbahnhof Trier
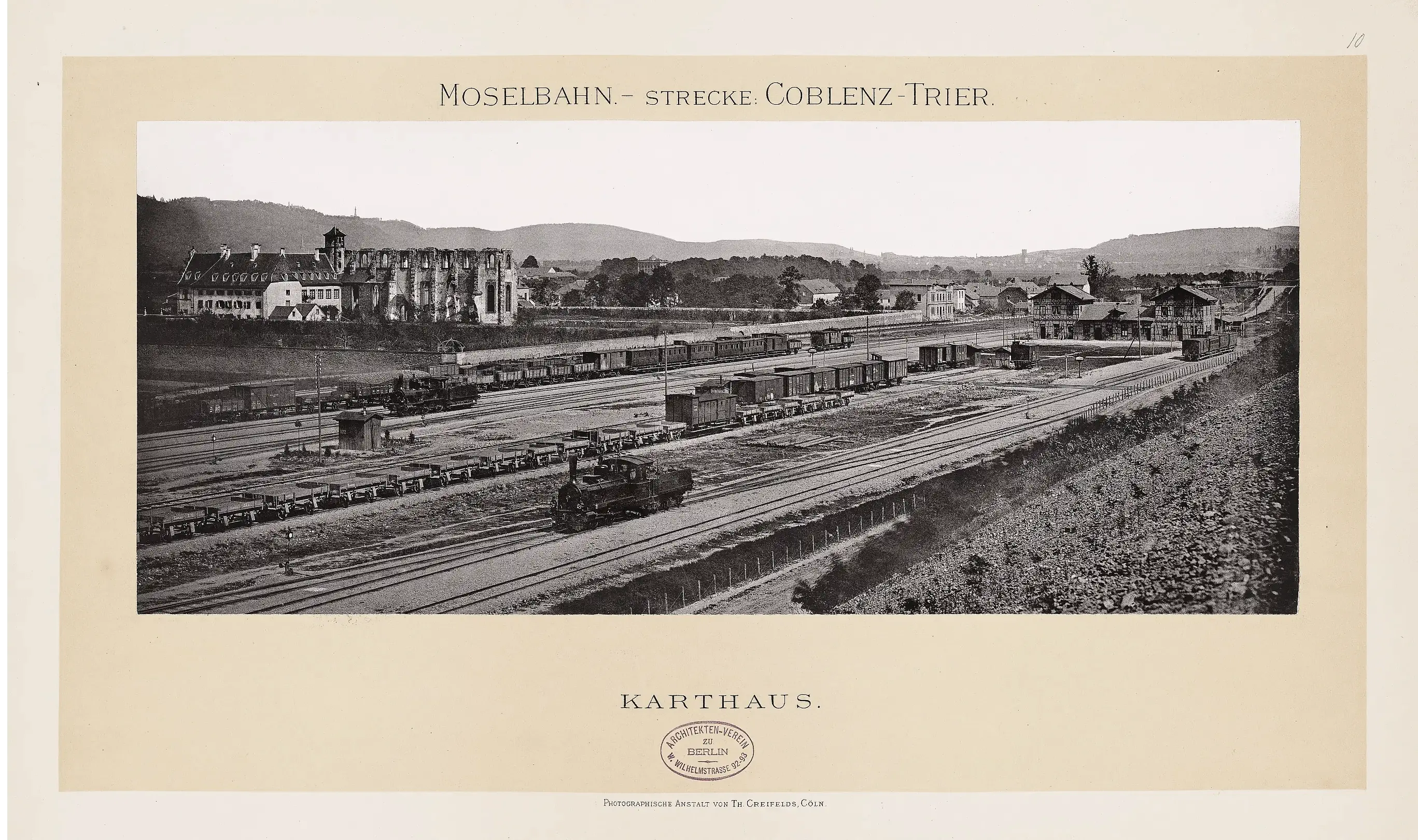
Am Bahnhof Karthaus
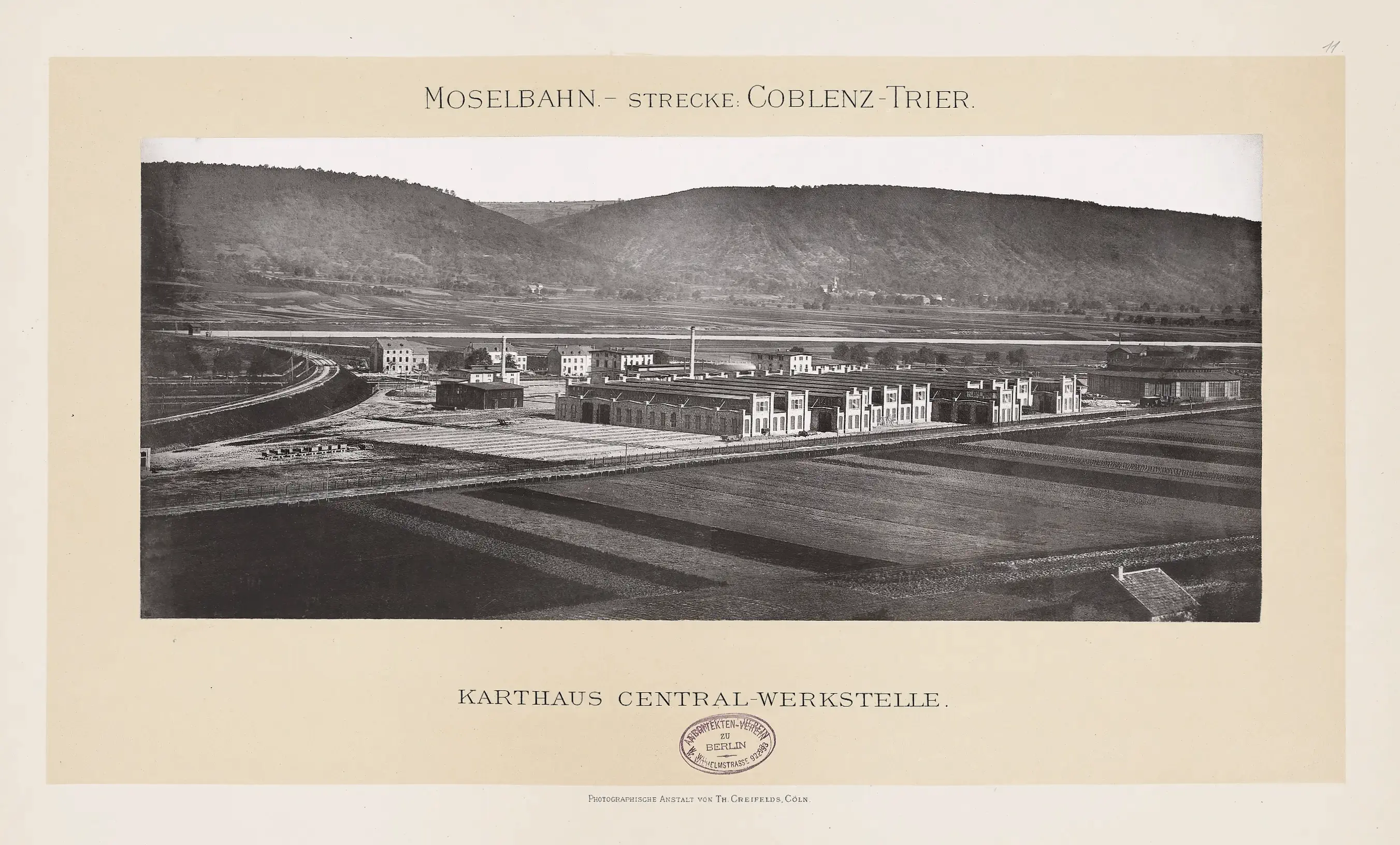
Werkstätte Karthaus
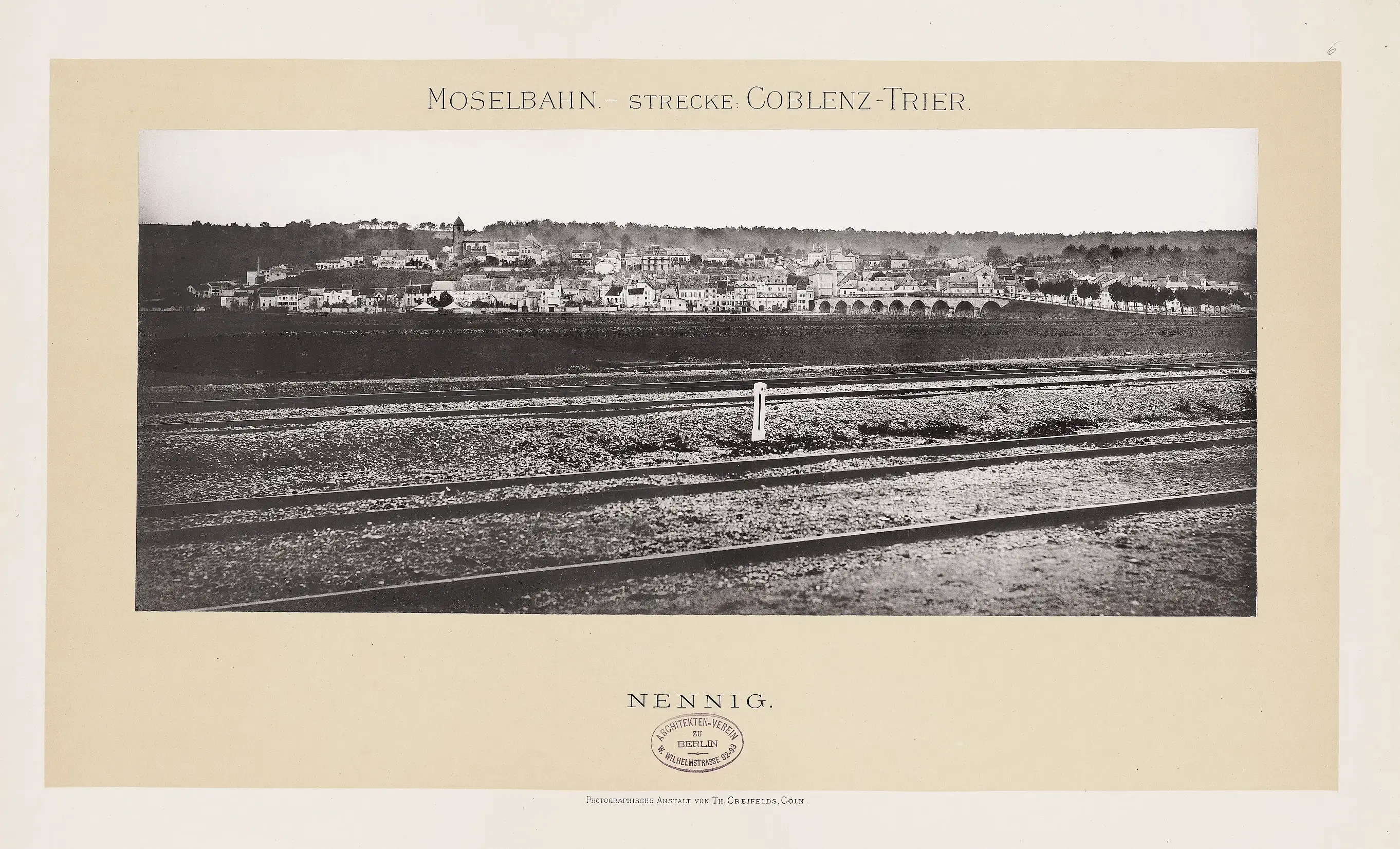
Bahnhof von Nennig

## Weitere Entwicklung
1880–1882 wurde die Strecke durchgehend fertiggestellt. Während der Planungs- und Bauzeit verstärkte Preußen die Verstaatlichung der großen Hauptbahngesellschaften. Ein wesentlicher Grund für den Bau der Strecke, die Unabhängigkeit von den privaten Bahngesellschaften, war damit bei oder kurz nach Fertigstellung bereits entfallen. Ebenso erwies sich die aus strategischen Gründen gewählte Trassenführung fernab der Ballungsräume als Hemmnis für die Verkehrsnachfrage. Für den durchgehenden Verkehr hatte die Gesamtstrecke nie größere Bedeutung. Stellenweise konnte auf den ursprünglich geplanten zweigleisigen Ausbau verzichtet werden. In der Folgezeit entwickelten sich die einzelnen Abschnitte der Strecke sehr unterschiedlich. Manche Teilstrecken, wie etwa Berlin–Wiesenburg oder Koblenz–Trier, dienten einem regen Durchgangsverkehr, andere hatten lediglich lokale Bedeutung. (Näheres siehe in den Artikeln zu den Einzelstrecken.)

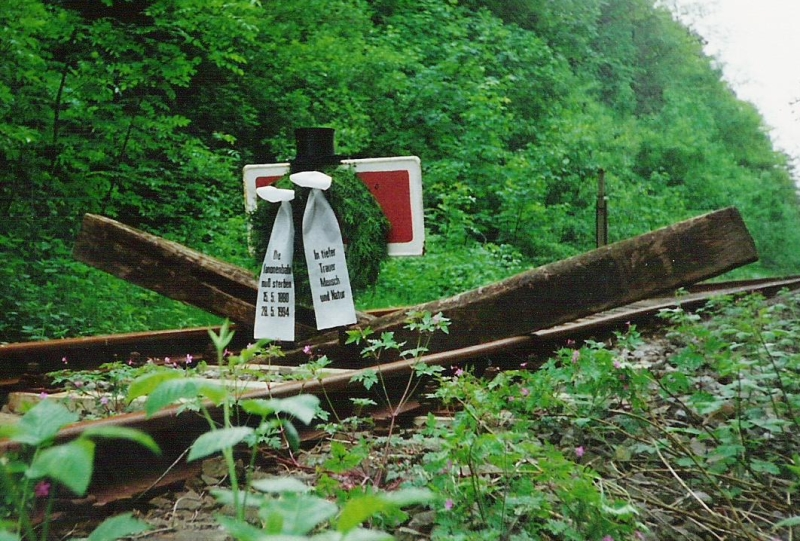
Trauerkranz auf der Strecke anlässlich der Stilllegung im Bereich Küllstedt, südlich von Leinefelde

Die Teilstrecke Treysa–Leinefelde wurde durch die innerdeutsche Grenze zwischen Schwebda in Hessen und Geismar in Thüringen unterbrochen, womit die Bedeutung des hessischen Streckenabschnitts sank. 1974 wurde der Personenverkehr auf dem Abschnitt Malsfeld–Waldkappel eingestellt, es folgten dort und auf weiteren hessischen Abschnitten Stilllegung und Abbau. Nach 1990 wurden auch Abschnitte in Thüringen eingestellt und in der Folge stillgelegt.
In der Gegenwart ist man vielerorts auf stillgelegten Abschnitten bemüht, die Strecke und ihre Bauwerke zu erhalten. Teilweise werden Abschnitte aber auch anders genutzt, wie z. B. beim Lebendigen Bienenmuseum Knüllwald.
Noch heute gibt es im hessischen Schwalmstadt (Ortsteil Ziegenhain) eine Straße, die An der Kanonenbahn heißt, und im Moselgebiet einen Kanonenbahnwanderweg. In Thüringen und Hessen gibt es den Kanonenbahn-Radweg.